# Evaristo de Macedo
Evaristo de Macedo Filho (Rio de Janeiro, 22 de junho de 1933) é um ex-treinador e ex-futebolista brasileiro que atuava como atacante. É, até hoje, o único jogador a fazer uma "manita" (ou seja, a marcar cinco gols numa mesma partida) com a camisa da Seleção Brasileira. Isso ocorreu no Campeonato Sul-Americano de Futebol de 1957, quando o Brasil goleou a Colômbia por 9–0. Também é o maior artilheiro brasileiro do Barcelona, bem como foi por décadas o maior goleador barcelonista (com onze gols) em jogos de torneios da UEFA, recorde que ainda era dele em 1992.
Jogou também pelo Madureira, Flamengo e Real Madrid, sendo um dos melhores jogadores brasileiros de todos os tempos. Após brilhar pelas equipes cariocas, conseguiu a façanha de se tornar respeitado em dois rivais na Espanha, defendendo os catalães entre 1957 a 1962 e os madrilenhos entre 1963 e 1965. Evaristo figurou por ambos em elencos que chegaram em finais da Liga dos Campeões da UEFA (em 1961 e em 1964). Foi com gol dele que, justamente em El Clásico, o Barcelona provocou em 1961 a primeira eliminação europeia do arquirrival, até então campeão de todas as edições; a fotografia do lance é considerada como a mais "lendária" do Camp Nou, bem como "das mais belas" e "icônicas" da equipe azul e grená, e do próprio duelo. Enquanto esteve na Catalunha, ajudou o Barça a isolar-se como maior vencedor do campeonato espanhol (com oito conquistas) e chegou em Madrid precisamente na temporada em que os blancos ultrapassaram os blaugranas em títulos nesse torneio.
Ainda pelo Barcelona, Evaristo fora justamente o primeiro brasileiro a vencer um torneio europeu, na Liga Europa da UEFA de 1958, quando ela ainda chamava-se Taça das Feiras. Porém, calhou de brilhar no exterior em tempo em que o Brasil não convocava quem atuasse fora do país, o que lhe custou vagas na Copa do Mundo FIFA de 1958 e na Copa do Mundo FIFA de 1962, da qual ele ausentou-se também por recusar proposta de naturalização da Seleção Espanhola. Podendo jogar com os renomados húngaros László Kubala, Zoltán Czibor, Sándor Kocsis (no Barcelona) e Ferenc Puskás bem como com o argentino Alfredo Di Stéfano (no Real), assim como com os espanhóis Luis Suárez Miramontes (no primeiro) e Francisco Gento (no segundo), contextualizou em 1979 que os ataques que integrou em La Liga não deixavam a dever em qualidade ao com o qual fora tricampeão carioca como flamenguista na década de 1950. Na próprio ano de 1962, ele já havia afirmado a jornais da Espanha, surpresos com seu sumiço da Seleção Brasileira, que o nível do futebol carioca era superior.
Evaristo também teve uma carreira respeitada como treinador, inclusive com título sobre o próprio Flamengo, com a Copa do Brasil de 1997 pelo Grêmio. É considerado o maior dessa função no Santa Cruz, pelos três títulos pernambucanos e um 5º lugar de Brasileirão comemorados na década de 1970; e no Bahia, pelo Brasileirão de 1988 e outros sete títulos acumulados em diversas passagens, a ponto de dar nome ao CT do clube. Consagrou-se também no Oriente Médio, treinando o Catar vice-campeão do Mundial Sub-20 de 1981, eliminando até o Brasil; e comandando o Iraque na única Copa do Mundo FIFA que o país disputou a de 1986. Em 2018, entrevistado pela revista Corner, definiu assim suas duas carreiras no esporte: "como treinador eu fui razoável, mas como jogador eu era fera. Jogava bem. Não era bom cabeceador, mas fazia gols de cabeça porque me antecipava. E eu chutava bem com as duas, não fazia diferença. Driblava bem também".

## Origem familiar
Ele nasceu na então capital federal, no Engenho Novo, sendo criado no Grajaú. Evaristo de Macedo, seu pai, fora goleiro que integrou o elenco do Fluminense nos últimos anos do amadorismo no futebol do Rio de Janeiro, inclusive precisando empreender uma loja de material de construção para a subsistência familiar. Pela parte da mãe, Luísa, Evaristo de Macedo Filho era também sobrinho de ex-jogadores do America, até a década de 1950 ainda um clube de patamar equiparável aos quatro grandes, cujos duelos com os rubros eram vistos como clássicos naquele período.
Apesar dessas relações familiares com outros clubes, desde a infância ele fez-se torcedor do Flamengo. Na Gávea, chegou a ser testemunha ocular do jogo em que Agustín Valido marcou gol do primeiro tricampeonato carioca seguido do clube, em 1944, vindo inclusive a narra-lo para homenagem oficial flamenguista feita para os oitenta anos da ocasião, em 2024.
Casado com Norma Brito, tiveram filho também chamado Evaristo (de Macedo Neto), nascido já em Barcelona, uma filha nascida por sua vez em Madrid (Maria Mercedes) e outro no Rio (Luís Augusto), em férias que a família teve em 1959 na cidade de origem. Evaristo Neto, que curiosamente fez-se botafoguense, faleceu em março de 2023, de causa não revelada.

## Como jogador em clubes

### Madureira
Evaristo despertou para o futebol ainda no Instituto Metodista Granbery, em Juiz de Fora, Minas Gerais, onde fez o curso ginasial. Na volta ao Rio, realizou testes no Madureira, onde aos 17 anos começou a carreira de jogador, em 1950. Pelos juvenis, foi bicampeão da Taça Paulo Goulart de Oliveira e, no time de cima, fez duas partidas pelo Campeonato Carioca de 1951; na época, era preciso autorização paterna para que menores de 18 anos pudessem jogar pelo time principal e o pai de Evaristo recusava-se a dá-la. Seu pai tinha grande influência como longevo dirigente não só no clube, mas também na Federação Carioca: foi tesoureiro dela na década de 1950 e de 1960, onde também era representante do Madureira. Vice-presidente do clube em 1971, Evaristo pai também veio a presidir o Madureira, além de ser visto nas décadas anteriores como sucessor natural de outros dirigentes no cargo.
Evaristo Filho, conciliando o futebol com o serviço militar obrigatório (onde chegou a tenente) e a aprovação no vestibular para Direito na então Universidade do Brasil, integrou no início de 1952 o elenco principal do Madureira em uma excursão pela América do Sul, chegando a balançar as redes numa goleada de 6–1 sobre o Everest, do Equador. No segundo semestre, fez um ótimo Campeonato Carioca como titular do "Tricolor Suburbano", onde foi o artilheiro do clube com 11 gols - apenas dois a menos do que Ademir de Menezes, astro do campeão Vasco da Gama.
Ainda como jogador do Madureira, Evaristo foi chamado às Olimpíadas de 1952, vencidas justamente por futuros colegas de clube dele: o Time de Ouro da Hungria reunia Ferenc Puskás, Sándor Kocsis e Zoltán Czibor.

### Flamengo
Cobiçado por Vasco da Gama e Fluminense, Evaristo acertou com o Flamengo, seu clube de coração, assinando em 11 de março de 1953 seu primeiro contrato profissional, já que ainda atuava como amador no Madureira. Sua estreia aconteceu no mês seguinte, no Maracanã, contra o Santos pelo Torneio Rio-São Paulo, quando o time perdia por 2–1 a apenas sete minutos do fim do jogo. Evaristo, na reserva, foi chamado para entrar no lugar do centroavante Adãozinho, marcou o gol de empate e deu o passe para a virada para 3–2.
Seu primeiro ano na Gávea coincidiria com seu curso no Centro de Preparação de Oficiais da Reserva e teve a rotina dividida entre o serviço militar e os treinos e jogos. Ao longo do ano de 1953, entre jogos de competição e amistosos, Evaristo somaria 18 partidas e cinco gols pelo Fla, ainda sendo coadjuvante na conquista do campeonato carioca de 1953, no qual chegou a marcar em Fla-Flu. Foi derrotado na ocasião por 3–2, mas no ano seguinte desfrutou a autoria do quinto gol em vitória por 5–2 sobre o Fluminense. Havia se tornado titular absoluto a partir de excursão flamenguista à Europa e não a perdeu mais, exceto quando lesionado.
Também em 1954, Evaristo marcou duas vezes em vitória de 4–1 em clássico com o Vasco da Gama pelo Rio-São Paulo daquele ano. E foi, sobretudo, protagonista dos dois títulos seguintes do tricampeonato estadual carioca; aquela conquista de 1953 foi seguida pelas de 1954 e de 1955, sob o comando do paraguaio Fleitas Solich.
Nas 27 partidas do título de 1954, Evaristo participou de vinte e contribuiu com quatorze gols. Três deles saíram em dois clássicos com o Botafogo (1–1 e duas vezes em vitória por 3–2), goleado naquele mesmo ano com outro de Evaristo em 4–1 amistoso. Mas não se limitasse ao ataque: reconhecido pela versatilidade (sendo posicionado em quatro lugares diferentes só no ataque), chegou a sobressair-se ao ser escalado por Solich também em papéis defensivos – em especial, ao impedir efetividade do consagrado Ademir de Menezes em clássico com o Vasco da Gama em que a conquista rubro-negra pôde ser assegurada com antecipação.
Em 1955, por sua vez, Evaristo estreou pela Seleção Brasileira adulta credenciado por temporada que vinha se desenvolvendo de modo ainda melhor até ele lesionar-se em outubro: no primeiro semestre, entre amistosos e o Rio-São Paulo daquele ano, destacou-se em especial por três gols em triunfo de 3–1 sobre o Internacional em pleno estádio colorado dos Eucaliptos; e por dois gols cada em três vitórias de 3–2 nas quais os adversários venciam por 2–0 até Evaristo protagonizar viradas, o que ocorreu sobre o Peñarol dentro do estádio Centenário, sobre o São Paulo no Pacaembu (onde os gols da vitória ocorreram nos cinco minutos finais) e sobre o Nacional uruguaio no estádio do Maracanã.
No segundo semestre de 1955, por sua vez, acumulava dez gols nas onze primeiras rodadas quando ocorreu lesão que o afastou dos gramados até março de 1956, embora pudesse regressar a tempo de disputar as finalíssimas (em clássicos com o America) do estadual ainda válido por 1955; após uma vitória para cada lado, o Flamengo foi campeão vencendo por 4–1 o terceiro jogo. Evaristo se destacou em especial na primeira dessas finais, por marcar no último minuto o único gol do duelo. No lance, arriscou de fora da área e, pela beleza do lance, pelo contexto do jogo (que incluía desfalques de Índio e de Rubens) e pela importância do gol na definição do tricampeonato, costumou classifica-lo mesmo após décadas como o mais importante de sua carreira no Flamengo. O clube, vestindo calções pretos como luto pelo falecimento do seu presidente Gilberto Cardoso, sagrou-se também o primeiro carioca a ser tricampeão estadual na "Era do Maracanã".
O tetracampeonato acabou não ocorrendo em 1956, mas Evaristo seguiu destacando-se: seja pelos cinco gols em um só jogo (um deles, de letra) no histórico 12–2 sobre um elenco qualificado do São Cristóvão, resultado que segue sendo à altura da década de 2020 como a maior goleada já ocorrida no Maracanã; seja pelo gol no 2–1 que valeu a Taça Latina sobre o Benfica, em 24 de junho de 1956; seja pela recordada série de amistosos disputados no primeiro bimestre de 1957 contra o forte Honvéd. Duelando contra a equipe do astro Ferenc Puskás, Evaristo acumulou nove gols (um a mais do que o próprio Puskás) sobre o clube cheio de outros membros do time de ouro da Hungria.
Os duelos contra os húngaros repercutiram na Espanha, com o jornal Mundo Deportivo começando a noticiar desde 4 de fevereiro de 1957 um interesse do Barcelona por Evaristo. Por intermédio do agente português José da Gama, os catalães ofereciam por dois anos o valor de 5 milhões de cruzeiros ao Flamengo e salário equivalente a 35 mil cruzeiros ao jogador, cujo contrato com a equipe carioca venceria em 10 de março. De acordo com a mesma notícia inicial, Evaristo se dispunha a permanecer no Flamengo caso houvesse igualdade de condições econômicas. O técnico do Honvéd, Emil Osterreicher, aconselhara os cariocas a "fazer o possível" para renovar o contrato, pois "jogadores como Evaristo surgem um de cada cem mil".
Contudo, em seguida Evaristo rumou a Lima para servir a Seleção Brasileira na Copa América de 1957. Na concentração, foi abordado pessoalmente por Josep Samitier, ex-jogador do Barcelona que embarcara para impulsionar a negociação. Samitier, que também prospectava Pepe, chegaria a não inibir-se de declaração racista para justificar tanto esforço na negociação: "tenham em conta, ante tudo, que Evaristo é um jogador branco e não está pendente dos lógicos complexos do jogador de cor. Precisamente uma das características mais acentuadas de Evaristo é sua valentia na área", declarou ao mesmo Mundo Deportivo.
A venda de Evaristo foi a maior transação financeira até então por um jogador brasileiro.

### Barcelona

#### 1957-58
As negociações com o Barcelona vinham sendo marcadas por idas e vindas. Estudante de Direito, Evaristo estava ciente de que a legislação da época (em tempos anteriores à Lei Bosman na União Europeia e da Lei Pelé no Brasil) ligava o futebolista a um clube por toda a carreira esportiva mesmo após o fim do contrato, exceto se houvesse cláusula específica que determinasse a liberdade. Ele, que exigia essa cláusula já em seus contratos com o Flamengo, fez o mesmo em relação aos espanhóis, em contraproposta em que também previa contrato de três anos e remuneração em dólar. Inicialmente imaginando que conseguiria tê-lo para a reta final da temporada 1956–57, o Barcelona chegaria a resignar-se em contar com o brasileiro somente a partir da de 1958–59, diante do receio dele de não ser convocado à Copa do Mundo FIFA de 1958 caso rumasse antes ao exterior. O contrato foi finalmente assinado com vistas já para a temporada 1957–58 precisamente sob a premissa de que ele seria chamado ao Mundial pela Confederação Brasileira de Desportos e liberado pelo novo clube para a preparação da Seleção Brasileira.
Evaristo terminou por pousar na Catalunha em 24 de abril de 1957, com a temporada 1956–57 em estágio na qual ele já não poderia ser inscrito para atuar pelo campeonato espanhol. O clube, porém, fazia muitos amistosos, e num desses, contra o Saarbrücken, o atacante estrearia no dia 5 de maio, marcando gol: foi na vitória de 4–1 no velho estádio de Les Corts. Foi o terceiro gol da vitória, altura em que já havia iniciado o ataque do segundo gol e tido também um gol de calcanhar anulado em função da bola ter resvalado em sua mão.
Em amistosos seguintes, foi elogiado mesmo quando não marcava, como em 3–2 sobre o Manchester City em obrigara Bert Trautmann a salvar sucessivas vezes arremates seus e soubera auxiliar os também sul-americanos Ramón Villaverde (uruguaio) e Eulogio Martínez (paraguaio) a converterem os gols. Já quando marcava, era elogiado pela beleza dos lances: em 3–3 com o Blackpool, amorteceu com o peito a bola e cravou com a perna esquerda o gol do empate final; contra a Lazio, o Barça venceu de virada por 2–1 com o brasileiro empatando com uma "grande tiro imponente de longa distância", nas palavras do Mundo Deportivo.
Ainda na pré-temporada, ele e colegas venceram na Venezuela a Pequena Taça do Mundo de 1957, tendo uma recepção "triunfal" no aeroporto. A campanha começou com um 4–0 sobre o Nacional, com Evaristo tendo até um gol anulado, mas podendo gerar o rebote que resultou no segundo gol; seguiu, com gol dele, no 3–0 sobre o Botafogo, lance no qual "realizou uma grande jogada, arrematando uma esplêndida combinação de quase toda a linha com uma bomba", tendo ainda um "maravilhoso gol" que o árbitro anulou "por um impedimento de milímetros"; ele então marcou o terceiro gol de duas vitórias por 3–2, concluindo de voleio sobre o Sevilla e em "brilhante execução" que mereceu "a grande ovação" do público em Caracas na revanche com o Nacional. Na rodada final, o empate bastava na revanche com o Botafogo. Evaristo abriu o placar dos 2–2 ao concluir "com potência e precisão" o passe de Villaverde. O atacante valorizou aquele primeiro troféu também pela serventia que teve em adapta-lo aos colegas.
O campeonato espanhol de 1957–58 enfim começou em 22 de setembro, com Evaristo marcando na rodada inaugural o gol do empate em 1–1 dentro do Mestalla com o Valencia, em jogada "genial" na avaliação do Mundo Deportivo, a detalhar que o atacante acertou um chute forte e rasteiro após driblar um adversário. Dois dias depois, o Barcelona estreou o Camp Nou como seu novo estádio, em substituição ao campo de Les Corts. Em amistoso festivo com uma seleção de Varsóvia, Evaristo marcou um dos gols do jogo inaugural. Foi o quarto gol da vitória, sendo o brasileiro considerado o melhor em campo: o Mundo Deportivo assinalou sobre os desempenhos de cada um que "a de maior relevo, sem dúvida nenhuma, da partida, foi a atuação de Evaristo. Suas características de jogo são ideais para jogar nos metros finais. Já nos convenceu no Mestalla, frente o Valencia, e ontem frente aos polacos, idem". Foi ovacionado até quando perdeu um gol, atribuindo-se méritos à difícil defesa do goleiro polonês após lance no qual (com a partida ainda em 2–1 para os anfitriões) o brasileiro disparou chute forte depois de grande finta em adversário que lhe marcava. Seu gol deu-se em jogada parecida: ao receber a bola, gingou, driblou um defensor e trocou a bola de pé antes de acertar um chute bem colocado.
Ainda em 1957, Evaristo destacou-se em especial pelo "potente disparo" no terceiro gol de 7–0 fora de casa sobre o Las Palmas; pelo segundo gol em 3–0 sobre o Athletic (com seu chute certeiro após dois dribles)  gerando brincadeira de que a equipe de Bilbao estaria a um triz de reverter sua política restrita a bascos - pois um cartola bilbaíno teria desabafado que "se tivéssemos um Evaristo (...), ganhávamos"; por um clássico com um Espanyol que estava até então à frente do rival na tabela de La Liga, partida a render "uma das atuações de Evaristo mais completas", tendo o brasileiro iniciado vitória de 3–1 empurrando com bravura a bola às redes mesmo caído no chão; o gol ocorreu logo no terceiro minuto e foi o primeiro da história do dérbi no Camp Nou, além de iniciar uma larga série invicta do Barça ali, em uma rivalidade ainda relativamente parelha até então; sete anos depois, em 1964, chamava-se a atenção como o rival local, capaz de empatar no antigo Les Corts em 1956, ainda não conseguia pontuar por La Liga em duelos no novo estádio.
Também em novembro de 1957, Evaristo abriu vitória de 2–1 na neutra Basileia sobre o Birmingham City para classificar o clube à decisão da Liga Europa; e por assistências a László Kubala nos dois gols catalães em 2–2 com o Atlético de Madrid. Kubala viria a se referir nos dias seguintes ao colega como "o melhor sul-americano que veio à Espanha desde Alfredo Di Stéfano". Àquela altura, a liderança era disputada precisamente entre Barcelona e Atlético, líder por um ponto a mais do que os catalães ao fim de janeiro; Evaristo manteve essa disputa ao assegurar no minuto final vitória de 2–0 sobre o Las Palmas no dia 19 daquele mês.
Na temporada, o brasileiro decisivo também no jogo de ida da final da Liga Europa, em Stamford Bridge: no primeiro gol, seu "passe maravilhoso" habilitou Justo Tejada, cujo arremate gerou rebote para gol de Eulogio no 2–2 com a seleção de Londres. Quatro dias depois, em 9 de março, chegou a marcar três gols e fornecer duas assistências em 7–1 sobre o Real Valladolid; e, outro dez dias depois, no amistoso que rendeu a estreia da estrela Zoltán Czibor no Barcelona (em 7–1 amistoso com o Bologna), o brasileiro ofuscou-o com um gol "antológico".
Uma inoportuna lesão afastou Evaristo por um mês, prejudicando a pretensão do clube em vencer La Liga. Ele voltou a jogar em 20 de abril, marcando três gols em 5–1 sobre o Real Zaragoza, altura em que o Barcelona já estava seis pontos abaixo do líder, o Real Madrid. O clube, inclusive, contratava naqueles dias um novo treinador, Helenio Herrera, que estivera presente ainda como espectador de luxo naquele jogo - declarando à imprensa que "posso assegurar que pelo que vi hoje, diante do Zaragoza, é homem que creio que haverá de dar grandes tardes de futebol à nossa equipe. Tem uma clara concepção do jogo moderno e não foge do choque com a defesa contrária, o que tem uma importância primordial". Em 2018, o brasileiro creditaria a Herrera um aprimoramento de organização no Barcelona, inclusive quanto à preparação física. No início de maio, já com Herrera de técnico, o time pôde sagrar-se campeão da Taça das Cidades com Feiras (atual Liga Europa da UEFA) ao vencer por 6–0 a seleção de Londres. Evaristo marcou o quarto e o último gol; no lance do quarto, seu chute fora tão forte que lesionou o goleiro adversário Jack Kelsey, obrigando o atacante Jimmy Greaves a ser improvisado entre as traves por alguns minutos.
Também em maio, começou a Copa do Rei (então denominada Copa do Generalíssimo, em tributo a Francisco Franco) de 1957-58. A competição ainda era limitada a cidadãos espanhóis, mas ainda assim Evaristo terminou não liberado pelo clube para disputar a Copa do Mundo FIFA de 1958; a não-classificação da Espanha para o Mundial estendeu o calendário dos clubes locais e o Barça reteve seu brasileiro para participasse de amistosos valorizados naquele contexto. Contra o Newcastle United, em 12 de maio, acertou a trave uma vez e, em outro lance, gerou rebote do goleiro, propiciando um dos gols da vitória catalã por 3–2. Dois dias depois, Evaristo esteve em partida com duas curiosidades: enfrentou em Les Corts o Flamengo e representou a rigor a Seleção Catalã, vencedora (com assistência dele) por 2–1; em 4 de junho, marcou três vezes em 6–0 sobre a equipe suíça do Young Fellows, onde ainda jogava Sándor Kocsis; Kocsis estreou então pelo Barcelona nove dias depois, em 5–2 sobre o Preußen Münster, chamando a atenção o entrosamento instantâneo do húngaro com o brasileiro - cada um marcou duas vezes.
Em meio a outros amistosos de junho, enquanto o Brasil vencia sem Evaristo a Copa do Mundo, a parceria com Kocsis teve destaque especial em 5–2 de virada sobre o Nacional uruguaio (no mesmo dia em que a Seleção Brasileira vencia pelo mesmo placar a França nas semifinais do Mundial): o empate veio em gol convertido pelo húngaro a partir de rebote gerado pelo brasileiro, por sua vez autor do quarto gol. e, no mesmo dia em que seu país vencia a Copa do Mundo, Evaristo presenteou Kocsis com uma assistência de calcanhar "a vinte ou trinta metros" do colega, estimou o Mundo Deportivo na vitória de 8–3 sobre o Enschede.

#### 1958-59
Já plenamente adaptado à Espanha, Evaristo inspiraria contratações em série de outros egressos do futebol brasileiro entre o segundo semestre de 1958 e meados de 1959, notadamente as de Joel pelo Valencia, de Didi (ambos vencedores da Copa do Mundo FIFA de 1958) e do treinador Manuel Fleitas Solich pelo Real Madrid e de Índio (ambos, por sua vez, integrantes daquele tricampeonato carioca com o Flamengo) pelo Espanyol. A temporada espanhola de 1958–59, porém, terminou com protagonismo maior do próprio Evaristo, autor de 22 gols em 25 partidas, das quais venceu vinte. Já na rodada inaugural do campeonato espanhol daquela temporada, em 14 de setembro, ele marcou duas vezes em goleada de 6–0 sobre o Valencia: além de abrir o placar e converter também o terceiro gol (no minuto seguinte ao segundo, de Zoltán Czibor), forneceu assistência ao quarto gol.
Evaristo também abriu o placar, além de sofrer um pênalti não assinalado pela arbitragem, na rodada seguinte, um 1–1 como visitante da Real Sociedad; e na vitória de 2–0 como visitante sobre o Sevilla. Foi elogiado mesmo quando não marcou, ao fazer na quarta rodada corta-luz para que Luis Suárez Miramontes, "melhor posicionado", fechasse vitória de 3–0 sobre o Athletic Bilbao. Já na quinta rodada, forneceu assistência ao primeiro gol e marcou o terceiro em novo 3–0, em clássico com o Espanyol vencido em pleno Estadi de Sarrià. Àquela altura, o Barcelona era vice-líder de La Liga, com um ponto a menos do que o Real Madrid.
A partida seguinte foi precisamente El Clásico contra os madrilenhos, derrotados no Camp Nou por 4–0 em tarde de hat trick do brasileiro enquanto os blaugranas assumiam a liderança. O mais bonito dos gols de Evaristo, que ainda teve um pênalti em si não marcado pela arbitragem, teria sido o segundo - "de verdadeira antologia futebolística, driblando três homens e logo o goleiro para chutar de um ângulo difícil", na descrição do Mundo Deportivo, a registar o seguinte depoimento do goleiro madridista Juan Alonso: "conforme viram, nada pude fazer. Evaristo jogou uma enormidade". Aquele foi precisamente o primeiro hat trick ocorrido em clássicos disputados no Camp Nou.
Ainda em 1958, Evaristo destacou-se também no clássico contra a outra equipe da capital. O duelo com o Atlético de Madrid chamava atenção pelo encontro de Evaristo com Vavá, outro vencedor da Copa do Mundo FIFA de 1958 requisitado imediatamente pelo futebol espanhol. Em dezembro, ambos lideravam a artilharia, com doze gols cada, sendo sondados em conjunto pela imprensa no dia 14. Nele, Evaristo abriu o placar mesmo sob ângulo desfavorável e, ainda aos 34 minutos do primeiro tempo, driblou o goleiro para marcar o terceiro na goleada de 5–0.
Em 27 de dezembro, após outros dois gols do brasileiro (em 4–2 como visitante sobre o Real Oviedo), Barcelona e Real Madrid estavam igualados na liderança (com 24 pontos cada), mas com Evaristo com vantagem expressiva na artilharia: 16 gols, contra 12 de Vavá e 11 de Alfredo Di Stéfano. Em março de 1959, na tarde em que marcou duas vezes em 6–1 no Osasuna, Evaristo já acumulava 21 gols (contra dezoito de Di Stéfano) em 23 partidas apenas por La Liga, mas na mesma partida lesionou o joelho esquerdo.
O Barcelona pôde ser campeão espanhol pela primeira vez desde 1953, em título comemorado de maneira especial naquele momento: era o sétimo, isolando-o à frente dos seis de Real Madrid e do Athletic Bilbao como máximo vencedor de La Liga. Contudo, o brasileiro não pôde mais jogar pelo restante da temporada, vindo a perder a artilharia para Di Stéfano, dois fatos que seriam lamentados até pelo treinador culé Helenio Herrera. Mesmo perdendo Evaristo, o clube pôde estabelecer um recorde de gols em um só campeonato, acumulando 96. Assim, apesar da lesão, o próprio Real Madrid já fazia em maio de 1959 uma primeira proposta para contratar Evaristo, em 6 milhões de pesetas. Ele pôde voltar a campo somente em junho, em amistoso de intertemporada contra o Feyenoord (perdendo pênalti, mas fornecendo assistência para o gol da vitória por 3–2), e em julho seu contrato (que duraria até 1960) foi antecipadamente renovado para até 1962.

#### 1959-60
Ao longo de agosto de 1959, Evaristo mostrava-se recuperação da lesão: em amistosos de verão, chegou a marcar cinco gols em um só jogo nos 12–1 sobre o Admira Viena. no Troféu Ramón de Carranza, marcou tanto na vitória por 4–3 sobre o Standard de Liège como na derrota pelo mesmo placar, um dia depois, para o Real Madrid, contra quem também gerou rebote para o primeiro gol do Barça. A partida seguinte, em 3 de setembro, foi a primeira da história barcelonista na Liga dos Campeões da UEFA. Na Cortina de Ferro da Bulgária, os blaugranas obtiveram um 2–2 com o então CDNA Sófia, não vencendo porque um pênalti sofrido pelo brasileiro acabou desperdiçado por Luis Suárez Miramontes.
Dez dias depois, La Liga de 1959–60 começou para o Barcelona. Aos oito minutos, Evaristo driblou o goleiro para abrir vitória de 4–1 sobre o Athletic Bilbao, e contribuiu ativamente também no segundo: lançou para Suárez, que primeiro acertou a trave para então converter no rebote. Cuidadoso, o Elche venceu por 2–1 na segunda rodada apenas porque cuidou de utilizar "dois ou três" jogadores para marcarem pessoalmente Evaristo, na avalição do Mundo Deportivo. Três dias depois, o brasileiro foi protagonista da primeira partida que o Camp Nou recebeu na Liga dos Campeões: além de converter hat trick na vitória de 6–2 (no terceiro, quinto e sexto gols do Barça) sobre o CDNA, também sofreu pênalti convertido por László Kubala no quarto gol.  Evaristo conseguiu novo hat trick apenas três dias mais tarde, em 6–0 sobre o Osasuna. Novamente, se colocava como líder da artilharia (com quatro gols em três rodadas), mas outra vez lesionou-se contra esse adversário, sendo desfalque por semanas. Voltou a tempo de marcar duas vezes em chamativo 8–0 sobre o Las Palmas, em 25 de outubro, até 2010 a goleada recordista de um visitante em La Liga, já na "Era Lionel Messi".
O Barcelona então conciliava não somente tanto La Liga como a Copa do Rei (nesta, sem Evaristo, diante da permanência da limitação dessa competição somente a cidadãos espanhóis) nos jogos domésticos, como também a Liga dos Campeões e a Taça das Cidades com Feiras (atual Liga Europa da UEFA) nas partidas europeias de 1959–60. Nessa competição, Evaristo foi decisivo em 28 de outubro em duelo contra a seleção de Belgrado, virtualmente um combinado do Partizan com o Estrela Vermelha. Na visita à Iugoslávia, acertou em Vladimir Beara um disparo aos 44 minutos em um 1–1 complicado, diante do pênalti que Antoni Ramallets precisou defender para evitar derrota para os sérvios. Em 3 de novembro, o compromisso internacional foi pela Liga dos Campeões e, embora Evaristo participasse do 2–0 dentro de San Siro sobre o Milan (elogiando-se o desempenho do goleiro milanista evitando derrota pior ao salvar diferentes arremates do brasileiro), novamente lesionou-se.
A falta de condições de jogo foi notada nas partidas restantes em que ele pôde ser utilizado no fim de 1959, mesmo em vitórias ressonantes como o 5–1 sobre o Milan no Camp Nou pela Liga dos Campeões (em 25 de novembro) e, sobretudo, em derrotas como o 2–0 em El Clásico disputado quatro dias depois por La Liga - em ocasião que rendeu reencontro de Evaristo com Manuel Fleitas Solich, seu antigo treinador no Flamengo e então técnico madridista, e com Didi, o brasileiro do rival. Quando voltou a ter uma exibição elogiada, em 9 de dezembro, contraiu também nova lesão: em duro 3–1 (em partida que chegou a estar empatada em 1–1) no reencontro contra a seleção de Belgrado pela Liga Europa, Evaristo marcou o segundo gol e forneceu a assistência ao terceiro. Porém, deixou o Camp Nou golpeado fortemente na coluna.
O ano de 1959 terminou com o Barcelona em terceiro na tabela espanhola (com 19 pontos), quatro pontos abaixo do líder Real Madrid e atrás também do Athletic Bilbao; na artilharia, Evaristo era já o quinto, seis gols abaixo do líder. Evaristo viria mesmo a ter números individuais inferiores à de 1958–59, mas ainda assim expressivos; pôde abrir vitória de 2–1 sobre o Atlético de Madrid ao fim de janeiro; marcar duas vezes em 3–1 sobre o Real Oviedo em 7 de fevereiro, jogo que teve a serventia de isolar o Barcelona na segunda colocação de La Liga e diminuir para três a desvantagem em pontos para o arquirrival; e três dias depois marcar o terceiro gol de vitória categórica de 4–0 sobre o Wolverhampton Wanderers, então campeão inglês, nas oitavas-de-final da Liga dos Campeões. Contudo, seguindo atrapalhado por lesões (dessa vez, no tornozelo), chegou a ser poupado da revanche dada aos ingleses no Molineux.
Evaristo retomou em março sequência de jogos, em reta final marcada por diferentes reviravoltas. Uma visita à Real Sociedad terminou sem gols muito por um pênalti não marcado sobre o brasileiro. Naquele mês, seu clube enfim alcançou o Real Madrid na liderança de La Liga, ao vencer fora de casa por 3–0 o Real Betis, duelo em que o carioca fez o segundo gol - em disparo tão forte que o fez até perder o equilíbrio e cair no gramado. Ele passou a ser atrapalhado por uma gripe, mas esteve em campo apenas 48 horas depois, quando catalães encaminharam o bicampeonato da Liga Europa ao obter um 0–0 na visita ao Birmingham City; e, em 3 de abril, em vitória por 2–1 sobre o Valencia, triunfo que seria maior se um pênalti no brasileiro houvesse sido apitado; o resultado manteve o Barcelona lado a lado do Real Madrid na liderança, mas o lance ainda assim gerou reclamações no Mundo Deportivo: nas palavras do jornal, o juiz estaria "bem situado", mas "não concedeu o escandaloso pênalti, e alguém pode legitimamente perguntar-se se é preciso matar um atacante" na grande área para "assinalarem o castigo".
Restavam duas rodadas em La Liga àquela altura. A penúltima, em que o rival venceu por 4–3 o Elche, reservou o dérbi catalão, vencido no Estadi de Sarrià sob esforço especial, a nove minutos do fim. O gol surgiu em escanteio que Evaristo cobrou para Suárez concluir, calhando de a bola desviar ainda no colega Eulogio Martínez e atrapalhar a reação do goleiro do Espanyol. Embora os madrilenhos possuíssem o melhor ataque (91 gols contra 81), o primeiro critério de desempate era o saldo de gols, mais favorável aos catalães (28 contra 36). Na rodada final, em 17 de abril, estes então venceram por 5–0 o Real Zaragoza e asseguraram o bicampeonato espanhol. Evaristo fez o quinto gol, providencial: o saldo de gols ficou em 58 para seu clube contra 56 do rival. Aqueles dois títulos espanhóis seguidos ganhariam relevo especial com o tempo: foram os únicos que o Barcelona pôde conquistar entre 1953 e 1973.
Porém, em curto prazo a conquista nacional foi ofuscada rapidamente por nova disputa com o Real Madrid, válida pelas semifinais da Liga dos Campeões de 1959–60, reservadas para os últimos dias daquele mesmo mês de abril. O rival, mais experiente na competição, como campeão de todas as (quatro) edições realizadas até então, venceu por 3–1 no dia 21, no Santiago Bernabéu, sem Evaristo em campo. Pelo regulamento de então, qualquer vitória barcelonista apenas forçaria um terceiro jogo, mas o rival soube repetir também no Camp Nou a vitória de 3–1 no dia 27, em noite de atuação apagada de Evaristo e colegas. As críticas principais, porém, foram direcionadas ao treinador blaugrana Helenio Herrera, que perdeu o cargo, em decisão impulsiva da diretoria: torcedores que o apoiavam chegaram a carrega-lo por La Ramblas no dia seguinte à demissão de Herrera.
Em 4 de maio, o Barcelona pôde ser campeão continental, no segundo jogo da decisão da Liga Europa, com Enric Rabassa sendo o treinador substituto de Herrera. Evaristo também não esteve presente, autorizado a ter férias antecipadas no Rio de Janeiro. Ainda em maio, o arquirrival adiante obteve o pentacampeonato seguido na Liga dos Campeões e, em 4 setembro, venceu também a primeira edição do Mundial Interclubes.

#### 1960-1961
La Liga de 1960–61 começou em 11 de setembro, com vitória significativa dentro de San Mamés (por 2–0) sobre o Athletic Bilbao. O clube, porém, tinha seu "ataque dos sonhos" parecendo fora do tom mesmo quando vencia, crítica feita na quarta rodada (novo triunfo de 2–0, sobre o Racing Santander). Mas o brasileiro destacava-se com dois gols em 3–0 dentro da Bélgica sobre o Lierse pela Liga dos Campeões de 1960–61 (em 5 de outubro) e por hat trick em 6–2 sobre a Real Sociedad (em 16 de outubro), contra quem ainda sofreu pênalti não assinalado.
Tal como na temporada anterior, o Barcelona participou tanto da Liga dos Campeões como da Taça das Cidades com Feiras, atual Liga Europa da UEFA, sabendo nela vencer por 4–3 um jogo que perdia mesmo dentro do Camp Nou por 2–0 para uma seleção de Zagreb (em 20 de outubro). Na Liga dos Campeões, por sua vez, o brasileiro e colegas puderam ter em novembro uma revanche europeia sobre o Real Madrid, pelas quartas-de-final. No dia 9, o rival chegou a estar por duas vezes à frente do placar no Santiago Bernabéu, mas prevaleceu 2–2 - com Evaristo tendo um gol estranhamente anulado (ao fim da partida, que teria sido o da virada) e um pênalti sobre si não assinalado pela arbitragem. Curiosamente, ele teve gols anulados também nas duas partidas seguintes, em 2–0 no Mestalla sobre o Valencia (em 13 de novembro) e em 2–2 com o Sevilla (em 20 de novembro). Mas, no dia 23, Evaristo marcou o recordo gol da vitória (por 2–1) em El Clásico válido pelo jogo da volta pela Liga dos Campeões.
Na jogada, seu colega Ferran Olivella, se vendo desmarcado, pediu para receber de Kubala em cobrança de escanteio. Ao pegar a bola, quis chutar em direção ao gol, mas não arrematou bem. Porém, o chute acabou servindo para repassar à meia altura a bola para perto de Evaristo, que então mergulhou. O brasileiro, em 2007, recordou assim: "quando Olivella pôs a bola, vi que não chegaria co o pé e me lancei de peixinho. Mas não vi a bola entrar. E então soube que foi gol pelo estrondo do Camp Nou e os gritos dos meus companheiros. Quando passei pelo Real Madrid, fazia brincadeiras sobre aquilo com o goleiro Vicente", o goleiro madridista que perdera a disputa aérea com ele. Em 2007, seguindo convidado a relembrar o gol, complementou: "Vicente saiu de seu gol porque acreditava que eu não ia chegar. Fiz dois ou três gols como este. Mas este é histórico, porque se houvesse sido em uma partida qualquer de La Liga... o fotógrafo ganhou todos os prêmios possíveis. Sei que por este gol as pessoas se lembram de mim. No Brasil, conheço quatro espanhóis que têm essa foto em casa. Conheci o fotógrafo (Pérez de Rozas) e inclusive faz tempo nos fizeram uma reportagem juntos na televisão. Sei que ganhou muito dinheiro com a foto. E que o gol é seguramente o mais recordado em 50 anos de Camp Nou".
Com efeito, a fotografia daquele cabeceio certeiro tornou-se igualmente célebre a ponto de ser retratado no Museu de Futebol do Barcelona, tendo corrido o mundo mesmo em tempos sem internet. Era a primeira vez em que o arquirrival, então pentacampeão seguido na competição, terminou eliminado nela. Em meio a esses jogos, naquele mesmo mês de novembro o Barcelona tentou iniciar processo de naturalização espanhola para Evaristo. Não demorou para haver novo clássico, válido por La Liga (em 4 de dezembro), com o Real Madrid sabendo vencer por 5–3 dentro da Catalunha justamente por marcar bem seu algoz, embora o Mundo Deportivo reconhecesse que o brasileiro trabalhou "como nunca".
O rival se distanciava na liderança do campeonato espanhol. Uma semana depois, ela logo chegou a cinco pontos sobre o segundo colocado Barcelona, gradualmente cada vez mais focado no ineditismo da conquista da Liga dos Campeões, em confissão do próprio Evaristo na primeira semana de janeiro de 1961. Ainda em 1960, Evaristo ele por curioso hat trick sobre um goleiro Ricardo Zamora (em 4–2 sobre o Real Mallorca em 18 de dezembro), filho do famoso goleiro de mesmo nome. Também marcou gol em outro compromisso europeu, mas em noite de eliminação para o Hibernian na Liga Europa: além da equipe escocesa conseguir um 4–4 no Camp Nou em 27 de dezembro, o brasileiro lesionou um nervo ciático.
Até aquela nova lesão, Evaristo visto como de desempenho superior ao de Di Stéfano, criticado como de temporada "medíocre". Contudo, o declínio do time em La Liga fez com que em janeiro o Barcelona passasse por nova troca de técnico, com Enrique Orizaola substituindo Ljubiša Broćić. O brasileiro voltou a marcar já em 5 de fevereiro, fechando 2–0 sobre o vice-líder Atlético de Madrid, embora sua atuação fosse avaliada como aquém da qualidade com a qual acostumara o público; no mesmo mês, o Barça acabou eliminado na revanche com o Hibernian pela Liga Europa. Em Edimburgo, o adversário abriu o placar e Evaristo até forneceu a assistência para o gol de empate e marcar ele próprio o gol de uma virada. Porém, os escoceses conseguiram nova virada e vencer por 3–2 (em 22 de fevereiro), ainda que supostamente favorecidos pela arbitragem. Cinco dias depois, pôde destacar-se em curioso dérbi catalão, com gols brasileiros para ambos; de cabeça, aos 37 minutos do segundo tempo, Evaristo abriu 2–0 no Sarrià, e teve ainda um gol anulado por impedimento "discutível". Treinado pelo ex-goleiro Ricardo Zamora, o Espanyol conseguiu depois somente um gol, de Décio Recaman, ex-Bangu.
Ele voltou a ser aplaudido em 8 de março, pelas jogada "magníficas" que incluíram o segundo gol e um pênalti sofrido não assinalado nos 4-0 sobre os tchecos do Spartak Hradec Králové (pelas quartas-de-final da Liga dos Campeões) mesmo não portando condições plenas de jogo: três dias depois, o técnico Odrizaola admitiu que diante de lesão de László Kubala precisava improvisar o brasileiro no lugar do húngaro: "não tenho outro. E o pior disso é que Evaristo tem o joelho inflamado e precisa de descanso. Na realidade, Evaristo devia descansar pelo menos duas ou três semanas. Mas sempre lutamos contra os imponderáveis". Evaristo conseguia em meados de março ser o artilheiro do elenco barcelonista em La Liga, com onze gols à altura da 25ª rodada, embora distante dos 22 gols do líder Ferenc Puskás, assim como o Barça reunia apenas 30 pontos contra 46 do líder Real Madrid. Em paralelo, os catalães confirmavam no dia 15 a classificação às semifinais europeias com o 1-1 em Praga com o Spartak.
A sequência de lesões chegou a um tornozelo e o fez ser poupado no começo de abril no campeonato espanhol, já sem perspectivas culés. Já nas semifinais da Liga dos Campeões, contra o Hamburgo de Uwe Seeler, destacou-se: no primeiro jogo, no Camp Nou (em 12 de abril), Evaristo marcou no primeiro minuto do segundo tempo o único gol. Uma semana depois, os espanhóis perdiam por 2-0 na Alemanha Ocidental, com o regulamento já prevendo o número de gols como critério de desempate. Mas, no minuto final, Evaristo aproveitou cruzamento de Luis Suárez Miramontes e ajeitou com a cabeça para Sándor Kocsis descontar para 2-1. A assistência não classificava o Barça, por não haver critério do gol de visitante, mas pôde forçar um terceiro jogo. Em 3 de maio, na neutra Bruxelas, o brasileiro então marcou o único gol. Modesto, atribuía mais méritos a Zoltán Czibor: "lançou um balaço tremendo que o goleiro alemão, com muita sorte, repeliu. Em tais circunstâncias, eu não tive dificuldade alguma em empurrar a bola dentro da porta quando o goleiro, na realidade, havia sido batido segundo antes por meu companheiro Czibor".
La Liga já estava finalizada e o Barcelona, pela primeira vez na decisão da Liga dos Campeões, manteve-se ativo com amistosos e, sem seus estrangeiros, na Copa do Rei. Nela residiria um problema: o rival Espanyol havia escapado por um ponto do rebaixamento, ainda inédito em sua história (a primeira queda do clube viria dali a um ano), e se irritara com a postura barcelonista de ter utilizado reservas contra um concorrente dos alviazuis na luta contra o descenso, o Real Oviedo - especialmente por ver descumprido um "pacto de cavalheiros" para que ao menos o goleiro titular Antoni Ramallets jogasse. A reação espanyolista foi recusar o pedido do Barcelona para que clássico entre ambos pela Copa, programado para 27 de março (a quatro dias da decisão europeia), fosse antecipado. Além de propiciar menos tempo de descanso aos cidadãos espanhóis (que incluíam o naturalizado Kubala) do Barça, o vizinho venceu por 2-1; à altura da década de 2010, seguia sendo a última vez em que o Espanyol eliminou o Barcelona na Copa do Rei.
Quatro dias depois da eliminação na Copa do Rei, o Barcelona começou bem a decisão com o Benfica, em Berna: aos 2 minutos, Evaristo só não mrcou porque Mário Coluna salvou em cima da linha. Aos 20 minutos, Sándor Kocsis abriu o placar. Mas os portugueses rapidamente viraram, com José Águas empatando aos 30 e com o goleiro Ramallets marcando gol contra dois minutos depois, embora clamasse que a bola não teria ultrapassado a linha; Coluna ampliou para 3-1 no segundo tempo. Kocsis e Evaristo tiveram cada um gols impedidos pela trave antes que Czibor descontasse para 3-2 a quinze minutos do fim; no lance perdido pelo brasileiro, a bola que cabeceou incrivelmente atingiu em sequência as duas traves e então rumou às mãos do goleiro Costa Pereira; no registro fotográfico, pôde-se ver Evaristo comemorando por antecipação, crente de que a bola entraria. A nove minutos do fim, Czibor também teve um gol evitado pela trave. A comoção foi tanta que o surpreendente título benfiquista não só seria conhecido como “la final de los postes” como as traves quadradas do estádio Wankdorf, de madeira, seriam trocadas por cilíndricas, mas favoráveis a um rebote que levasse a bola às redes.
O Mundo Deportivo do dia seguinte conteve unânimes depoimentos (inclusive do brasileiro) de jogadores e repórteres no sentido de que faltou demais sorte aos catalães, que mereceriam uma tranquila vitória por goleada dado o volume de bolas na trave. Também noticiou-se que até mesmo a população de Madrid torcia patrioticamente pelo representante nacional na decisão, desolando-se com o desfecho, que deixou surpreso até Gottfried Dienst, o árbitro do jogo. Quase 50 anos depois, o brasileiro seguia lamentando aquela derrota: "nunca vivi algo igual à final da Copa da Europa de 1961, que perdemos apesar de que fomos muito superiores. Os jogadores do Benfica admitiram isso depois. Dizer que foi uma questão de má sorte é pouco. Houve bolas na trave, gols cantados que falhamos incompreensivelmente e erros defensivos. Às vezes, o futebol é injusto. Se escreveu muito sobre os erros de Ramallets, a quem o sol atrapalhou, mas os atacantes também falhamos", declarou já em 2009 ao mesmo jornal; dois anos antes, já havia contextualizado que "no futebol há algo que não muda nunca. Há equipes que foram extraordinárias mas não ganharam. Nosso Barça ganhou muitas vezes a Copa das Feiras, Copas (do Rei) e (La) Ligas, além de torneios que antes se valorizavam muito, como o Carranza. Mas quando chegava a Copa da Europa, o Real Madrid se saía melhor do que o Barça".
Em 2023, Evaristo se tornou o último blaugrana ainda vivo a ter participado da final de los postes, após o falecimento de Luis Suárez Miramontes. Curiosamente, Helenio Herrera, ex-treinador de ambos entre 1958 e 1960, estava então na Internazionale, na qual pôde vencer por duas vezes a própria Liga dos Campeões na década de 1960. Ele quis levar o brasileiro consigo para Milão. Contudo, precisamente a cláusula contratual exigida pelo atacante para ser liberado do clube espanhol ao final do contrato mostrou-se um entrave; como a cláusula acarretaria em uma transferência sem ganho financeiro aos catalães, eles só dispuseram em negociar com a Inter por outro jogador não tutelado pela mesma cláusula (e que, com isso, seguiria com passe de propriedade do Barcelona mesmo ao final do contrato, não existindo na época a Lei Bosman). Esse jogador veio a ser justamente Suárez. Evaristo detalhou em 2018: "você sabe por que o Suárez foi para lá? Eu tinha que ter ido. O Helenio queria me levar. Mas o Barcelona não quis me ceder. Como eu não pude ir, porque não iam ganhar nada, aí eles compraram o Suárez. E fizeram uma compra maravilhosa, porque ele jogou muito bem lá".
No mesmo dia em que Suárez estreava na equipe italiana (em 14 de junho), noticiava-se nova proposta estrangeira pelo brasileiro, vinda do então principal time de Paris, o Racing, em junho. Seguindo no Barcelona, naquele mês chegou a deixar gol em vitória de 3-2 sobre o Botafogo de Garrincha e Didi pelo Troféu Naranja. Curiosamente, quatro dias depois os próprios Evaristo e Didi jogaram juntos como reforços pontuais do Valencia para amistoso com o Fluminense, vencedor por 3-2 a despeito de Evaristo ter tido atuação elogiada.

#### 1961-62
Após férias, Evaristo voltou a marcar gols em agosto, ainda por torneios de verão que eram mais duros do que amistosos na acepção literal: na conquista do tradicional Troféu Ramón de Carranza sobre River Plate (2-0 em 26 de agosto) e Peñarol (2-1 no dia seguinte), o brasileiro sofreu "uma contusão no vaso interno do joelho direito", algo que o tornaria desfalque sentido em amistoso festivo à aposentadoria de László Kubala - ocasião célebre por fazer Alfredo Di Stéfano e Ferenc Puskás vestirem o uniforme do Barcelona, frente o Stade de Reims no dia 30.
Uma vez recuperado, Evaristo teve na temporada a sua melhor em estatísticas individuais: 28 gols em 30 partidas por todas as competições, e 20 em 22 jogos apenas por La Liga. Logo na rodada inaugural dela, em 3 de setembro, encerrou vitória de 3-2 sobre o Sevila. Na segunda rodada, foram dois gols, abrindo e fechando placar de 3-1 fora de casa sobre o Tenerife. Uma exibição mais superlativa se deu na quarta rodada, com hat trick e uma assistência gerando os gols catalães no 4-2 sobre o Athletic Bilbao, embora mais uma vez terminasse o jogo lesionado. Não pôde, com isso, figurar precisamente em El Clásico válido pela rodada seguinte, ganho pelo Real Madrid (por 2-0) em 30 de setembro. O rival abriu quatro pontos de vantagem na liderança, mas o brasileiro estava a um gol da artilharia, então dividida entre Ferenc Puskás e Juan Seminario.
Em outubro, as exibições mais destacadas se deram no 6-1 sobre o Real Betis, vencido com dois gols e uma assistência de Evaristo; e na assistência para o segundo gol no 2-0 no dérbi catalão (enfrentando Zoltán Czibor, que passara ao Espanyol), embora ao fim da rodada o Barcelona estivesse apenas em quarto lugar, cinco pontos abaixo do líder Real Madrid. O vice-líder era o Atlético de Madrid, contra quem o brasileiro liderou, com seu hat trick, goleada de 5-1 em 5 de novembro; no mais belo dos três gols que fez, assinalou o provisório 4-1 ao vir driblando desde o meio-campo.
Ao fim de novembro, contudo, a briga de Evaristo em La Liga já se limitava à luta pela artilharia, dois gols abaixo do líder Seminario mesmo após marcar duas vezes em 3-2 no Elche; a vantagem do Real Madrid estava em nove pontos, fazendo inclusive com que o Barça recorresse ao ídolo Kubala como novo treinador. Destacou-se ainda mais na Taça das Cidades com Feiras (atual Liga Europa da UEFA, com três gols e uma assistência fornecidos somente no primeiro tempo de 5-2 dentro da Iugoslávia sobre o Dínamo Zagreb, em 13 de dezembro. Pôde, em 26 de dezembro, comemorar o amistoso Troféu Navidad, contra Liège (5-2) e Pirmasens (4-1, com dois gols do brasileiro).
Em janeiro de 1962, embora Evaristo tornasse a sentir o nervo ciático às vésperas de novo clássico com o Real Madrid, abriu com quatro minutos o placar. Marcou também o terceiro no triunfo de 3-1, em doblete importante sobretudo pela briga de artilharia: reunia então 17 gols em 18 jogos, mas um gol abaixo de Seminario.  Evaristo deixou o Camp Nou após aquela vitória diretamente a uma clínica de radiografia para averiguar o estado daquele ciático. Acabou ordenado a afastar-se até mesmo de treinamentos, mas Helenio Herrera tornou a requisita-lo em fevereiro para a Internazionale.
Após um mês, regressou "em condições muito ruins" para clássico com o Espanyol no Sarrià, sem sobressair-se no 1-1. Três dias depois é que voltou a marcar; em plena neve de Hillsborough, descontou (pela Liga Europa) para 3-2 derrota para o Sheffield Wednesday, tornando mais fácil uma remontada no jogo da volta. Ao fim de março, destacara-se sobretudo por dois gols em 4-0 sobre o Valencia; e por outro com o qual abriu 2-0 sobre o Wednesday, confirmando o Barça nas semifinais da Liga Europa.
Contudo, uma vez mais lesionou-se a ponto de não conseguir treinar. Seminario confirmou-se assim o artilheiro ao fim do campeonato, no início de abril. Ainda com contrato vigente, Evaristo seguiu defendendo o Barça na Liga Europa, fornecendo assistência ao primeiro gol vitória de 2-0 em Belgrado sobre o Estrela Vermelha em 18 de abril; uma semana depois, deu nova assistência contra os sérvios, para fechar o 4-1 que assegurou aos catalães nova final na então "Copa das Feiras". Mas novamente lesionou-se em amistosos de junho, precisando operar um menisco no dia 21, em recuperação imaginada para três meses.
Em 21 de agosto, o Barcelona optou por não estender o contrato diante da recusa de Evaristo em naturalizar-se. Assim, ele acabou se ausentando da final da Liga Europa, disputada apenas em setembro, na qual o Barça terminou goleado por 6-2 pelo Valencia. Segue sendo o maior artilheiro brasileiro da história do clube catalão, acumulando 151 partidas oficiais e 105 gols nelas; mais do que Romário e Ronaldo somados.Neymar pôde igualar esse 105 gols, mas não ultrapassar. Considerando amistosos, Evaristo permanece à frente: marcou ao todo 181 vezes em 237 jogos. Em 2017, chegara a declarar torcida para ser ultrapassado, embora ressalvasse: "gosto muito dele, acho o Neymar um grande jogador. Vai continuar fazendo os golzinhos dele, vai alcançar uma meta superior e eu vou ficar em segundo. ‘Tá’ bom. Hoje eles jogam muito mais. Por exemplo, se eu fiz 100 jogos, ele vai fazer 300".
Embora já houvesse rumores desde o início do mês de que Evaristo era abordado pelo Real Madrid, o brasileiro, dois dias depois de ser liberado pelo Barcelona, se declarou ao ex-clube: "sempre recordarei com nostalgia os anos de jogador do Barcelona. É água que já não move moinho. Eu desejo para o futuro do Barcelona os maiores êxitos. Eu sinto desse jeito e por isso digo. Não saberia dizer outra coisa, porque o Barcelona está afincado em meu coração, e nestes sentimentos nada têm a ver palavras de honra não cumpridas, ditos ou feitos dos homens. Os dirigentes, os treinadores e os jogadores passam, mas o Barcelona fica, e a esse Barcelona sempre professarei todo meu carinho". Quarenta anos depois, em 2002, recordou assim a saída: "aceitei a contragosto, porque eu estava muito bem em Barcelona, onde conservo muitos amigos".
| “                                                                        | O torcedor brasileiro não tem ideia de como o Evaristo de Macedo é idolatrado na Espanha. Foi, sem dúvida, um dos maiores jogadores do mundo em todos os tempos. | ” |
| — Roberto Dinamite, ídolo vascaíno e que teve rápida passagem pelo Barça | |   |

Evaristo viria a ser somente o terceiro futebolista a deixar o Barcelona diretamente pelo Real Madrid, após Josep Samitier em 1932 e Justo Tejada em 1961, mas, diferentemente de outros a fazer o mesmo, manteve-se benquisto na Catalunha: "eu não queria sair. Eu não cheguei ao Barça e disse: 'tenho uma oferta do Madrid, vou embora'. Foi o clube quem me propôs algo que me desvalorizava. Quando saiu a notícia da liberação do Barcelona é que o Madrid veio me inscrever, não antes", explicaria. Em 1977, declarava-se disposto a voltar ao Barça, como treinador. Em 2007, foi convidado de honra para o aniversário de 50 anos do Camp Nou, antevendo já naquela época o triunfo de Lionel Messi. Ao chegar diretamente do Rio de Janeiro na reunião oficial dos antigos colegas quando estes já almoçavam, emocionou a todos e ouviu de Luis Suárez Miramontes que "chegas somente para baterem fotos suas"; sua ausência para homenagem oficial similar em 2002, apesar do convite, havia sido a mais sentida.

### Real Madrid

#### 1962-63
Com seu contrato com o Barcelona chegando ao fim, Evaristo tinha a intenção de voltar ao Brasil. Uma oferta salarial vantajosa do Real Madrid, contudo, o convenceu a permanecer na Espanha por mais dois anos. Diferentemente dos catalães, os madrilenhos não o pressionaram a naturalizar-se, fator também preponderante para que aceitasse a proposta dos blancos. O contrato foi assinado em 26 de agosto.
Lesões crônicas acabaram impedindo que ele acumulasse frequência de partidas seguidas e tivesse protagonismo individual comparável ao dos tempos de Barcelona. A quantidade menor de gols como madridista deveu-se também a um posicionamento mais recuado em campo: "a medicina esportiva naquela época era outra. Para você ter uma ideia, no meu primeiro ano lá, eu fiquei me recuperando. Eu voltava e doía. Foi problemático. E o que aconteceu, com a lesão, é que eu deixei de ser um ponta-de-lança e passei a jogar mais atrás, onde não precisava dar aqueles piques. No Barcelona, eu sou o maior goleador brasileiro. No Madrid, eu jogava muito mais atrás. Mudei de posição".
Nesse cenário, ele inicialmente foi utilizado apenas em amistosos. Seu primeiro jogo foi em um, em 18 de setembro, em partida contra o Manchester United festiva a José María Zárraga; sem ritmo, deixou o campo aos 20 minutos do segundo tempo de derrota por 2-0. Seu primeiro treino "a sério" pôde ocorrido apenas em 2 de outubro, mês de seus primeiros gols: no dia 5, teria jogado uma "excelente partida", com dois gols, em 5-1 amistoso com o Burgos. Voltou a marcar dois gols em 9-2 amistoso com o Sabadell no dia 17, mas ainda demorou até 11 de novembro para começar a ser usado em La Liga de 1962–63: teve atuação avaliada como "promissora" em vitória de 2-1 sobre o Sevilla, ao marcar o gol da vitória.
Ao fim daquela temporada, o Real Madrid, campeão das duas temporadas anteriores, foi campeão espanhol pela nona vez, isolando-se à frente dos oito títulos já obtidos até então pelo Barcelona e não mais perdendo desde então a liderança em títulos no torneio; foi também o primeiro tricampeonato seguido de algum clube em La Liga. O brasileiro contribuiu com três gols ao todo, podendo jogar sete vezes: chegou a lesionar-se até mesmo em treinamento, em março de 1963.

#### 1963-64
Em amistosos de pré-temporada em agosto na Venezuela, Evaristo chegou a marcar sobre o São Paulo (em derrota por 2-1) na Pequena Taça do Mundo de 1963, tumultuada pelo famoso sequestro sofrido pelo colega Alfredo Di Stéfano, libertado após seis dias de cativeiro. Na Espanha, o já recordista tricampeonato tornou-se um tetracampeonato na temporada 1963–64. Utilizado dez vezes em La Liga,  Evaristo marcou uma, em 3-1 no clássico com o Athletic Bilbao em 15 de setembro. Na campanha finalista da Liga dos Campeões de 1963–64, marcou em vitória de 6-0 sobre os escoceses do Rangers, em 10 de outubro: "estou amplamente satisfeito pela partida que rendi. Já era hora de que diante da torcida que tanto me ajudou, pudesse realizar o jogo que fiz", declarou. Nos dias seguintes, chegaria até a ser chamado para amistoso festivo dos 50 anos da seleção regional de Castela e Leão.
| “                    | É uma rivalidade política, quanto a isso nunca tive dúvida. É o jogo entre o "Estado da Catalunha" e o "Estado de Castela", algo que transcende a esfera esportiva. Os catalães são muito ressentidos pela perda de liberdade que eles tiveram no franquismo, a Guerra Civil... por isso sempre era um clima que ia além das outras rivalidades esportivas que vivenciei. | ” |
| — Evaristo de Macedo | |   |

Contudo, as lesões seguiram sendo uma constante, a ponto de ele ser vetado pelos médicos para jogar a final da Liga dos Campeões de 1963-64. Os madrilenhos a perderam precisamente para a Internazionale do treinador Helenio Herrera. O desfecho acabou encerrando o ciclo de Di Stéfano no clube; à Corner, em 2018, Evaristo relembrou que “teve uma caça às bruxas, eles acharam que o grande responsável tinha sido o Di Stéfano e botaram ele para fora”. O brasileiro, por sua vez, permaneceu por mais alguns meses. La Liga de 1964–65 começou em 13 de setembro, justamente em duelo do Real Madrid contra Di Stéfano, que passara ao Espanyol. Evaristo não jogou na vitória madridista por 2-1 no Sarrià. Ainda sem ele, o clube voltou a campo nos dias 19 (6-0 no Las Palmas, pela segunda rodada), 23 (5-2 no B 1909, pela Liga dos Campeões de 1964–65) e 27 (6-1 no Córdoba, pela terceira rodada espanhola.
No dia 30 de setembro, Evaristo voltou a jogar e pôde marcar gol, mas em 3-2 amistoso com o Racing Santander. A partida seguinte, em 4 de outubro, foi válida pela quarta rodada de La Liga e o brasileiro novamente ausentou-se, no 1-1 com o Elche. Seis dias depois, foi autorizado a voltar ao Brasil e buscar outro clube.
Por ter pertencido ao elenco naquelas rodadas iniciais, é considerado campeão espanhol de 1964-65 também. Comentou assim sobre sua saída, em 1977: "que conste que eu não fracassei. Tinha uma lesão no joelho que me impedia de jogar no mesmo ritmo de quando atuei no Barcelona. Fui o primeiro em reconhecer que não podia render e por isso rescindi o contrato".

### Final
Reestreou pelo Flamengo em 8 de novembro de 1964, contra o Ceará, pela Taça Brasil de 1964. Jogou mais 35 vezes pelo clube, sendo considerado campeão carioca de 1965 por pertencer ao elenco, pois não chegara a entrar em campo - mas, curiosamente, pôde em 1965 voltar à Espanha: como flamenguista, esteve nas partidas do Troféu Ramón de Carranza daquele ano, marcando duas vezes em vitória por 3-0 sobre o Real Betis em 29 de agosto.
Em 1966, Evaristo disputou no primeiro trimestre o Torneio Rio-São Paulo de 1966 e fez em abril suas últimas partidas, em amistosos no Equador. Entre as duas passagens, acumulou 103 gols em 190 partidas, com 104 vitórias, 39 empates e 47 derrotas.

## Como jogador em seleções

### Brasil
Em 1952, quando jogava pelo Madureira, Evaristo foi convocado e disputou as Olimpíadas de Helsinque, na Finlândia. No entanto, o atacante não teve muitas chances pela Seleção Brasileira principal: atuou em apenas 14 partidas, mas deixou sua marca de grande goleador e anotou oito gols.
Astro do Flamengo em 1957, Evaristo era candidatíssimo a ser um dos 22 jogadores convocados para a Copa do Mundo de 1958, na Suécia. Naquele ano de 1957, estabeleceu um recorde ao ser o único jogador a marcar cinco gols em uma partida com a camisa da Seleção: aconteceu na noite de 23 de março de 1957, na goleada por 9–0 sobre a Colômbia, em confronto realizado em Lima (Peru) válido, pelo Campeonato Sul-Americano.
Integrou o quarteto ofensivo da Seleção até abril de 1957, quando uma transferência mudou totalmente a história. "Fui vendido aos 24 anos para o Barcelona e nunca mais voltei a vestir a camisa da Seleção Brasileira. Uma pena, uma pena...", lamentou em 2010. Ciente de que ir ao exterior, sob o costume da época, tenderia a afasta-lo da Seleção, concordou em reforçar a equipe espanhola precisamente diante de compromisso de que seria convocado pela Confederação Brasileira de Desportos e liberado pelo clube, conforme detalhou em 2018 à revista Corner:
| “ | Houve um acordo. Naquela época, era a CBD. Eles não queriam que eu fosse, pois estávamos classificados para a Copa do Mundo. Eu joguei os jogos da classificação. E houve um acordo de que eles me cederiam para os treinos, que eram muito longos e muito antes. Não chamavam 22, chamavam trinta, quarenta jogadores. Mas não deu para vir, pois o Campeonato Espanhol não tinha acabado, porque a Espanha não estava classificada. Eles não anteciparam o final do campeonato. Quando acabou o campeonato, a Seleção já estava na Europa e eu não pude participar. | ” |

Em 2010, ele chegou a frisar que a CBD ainda tentou requisita-lo às vésperas da convocação final, tendo Evaristo recebido telefonema do coordenador Carlos Nascimento: "Ele me disse: 'Evaristo, vamos dar início aos treinos para a Copa e a comissão técnica deseja que você solicite ao Barcelona a sua liberação'. Tentei, mas o clube não me liberou. A Espanha não tinha se classificado para o Mundial da Suécia e os clubes de lá resolveram manter o Campeonato Nacional normalmente, sem abrir mão de ninguém". Quando informou à CBD a negativa do clube, Evaristo percebeu uma tristeza de Nascimento, que teria dito: "Puxa, rapaz, que pena! O [treinador] Vicente Feola estava ansioso para vê-lo jogar ao lado de um neguinho bom de bola que surgiu lá no Santos".

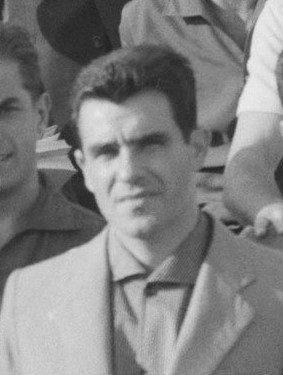
Evaristo em 1960

Evaristo ficou curioso, mas a falta de tecnologia o impediu de saber que referiam-se ao surgimento de Pelé. Na entrevista de 2010, comentou: "Se fosse hoje, com certeza ligaria a TV a cabo ou entraria na internet rapidinho para descobrir de quem ele estava falando. Mas naquela época não tinha nada disso, companheiro! Continuei a minha vidinha lá no Barcelona, do outro lado do Atlântico, sem saber quem era o tal neguinho". Não vira Pelé despontar na Seleção por uma questão de meses: a última partida de Evaristo pelo Brasil foi contra o Peru, em 21 de abril de 1957, no Maracanã, pelas Eliminatórias da Copa. Pelé, por sua vez, estreou 77 dias depois, substituindo Del Vecchio para marcar o único gol verde-amarelo na derrota por 2–1 para a Argentina, no mesmo Maracanã, pela Copa Roca. Em 1993, considerou "justa" a não-convocação, "já que seriam prejudicados aqueles que continuavam no Brasil".
Em 2018, à Corner, Evaristo contextualizou que Pelé "entrou praticamente no meu lugar, porque eu era o camisa 10. Veio o Vavá, Pelé, Mazzola... eles vieram naquele ano. Comigo jogava o Álvaro, que era o centroavante do Santos, o Pepe jogava também". Enquanto no Brasil começava a "Era Pelé", Evaristo destacava-se na Espanha ao lado de outros craques:
| “ | Nas minhas passagens por Barcelona e Real Madrid, joguei ao lado de Puskás, Kocsis, Czibor, Gento e Di Stéfano. Todos eram craques, mas nenhum como o Pelé, que eu conheci ao vivo jogando contra ele em 1959. Soube que ele existia em 1957, mas só o vi em carne e osso quando o Santos fez uma excursão à Europa e venceu o Barcelona por 5–1. Naquele dia, conheci a dupla de ataque mais afinada que já vi jogar: Coutinho e Pelé. | ” |

### A quase naturalização na Espanha
Em 15 de maio de 1958, precisamente enquanto o Brasil se preparava ao Mundial, Evaristo defendeu a Seleção Catalã, em curioso duelo com o Flamengo; a Catalunha venceu por 2–1 o ex-clube do brasileiro, que em meados do segundo tempo forneceu a assistência para o gol do desempate. Em 21 de dezembro de 1960, ele atuou por um "combinado" de La Liga em jogo festivo para o pentacampeonato do Real Madrid (vencedor por 4–0) na Liga dos Campeões da UEFA. Desde o mês anterior o Barcelona buscava naturaliza-lo, e Evaristo esteve requisitado para defender a própria Seleção Espanhola oficial em 1962.
Após perder lugar na Copa 1958, o atacante teve sua participação na Copa do Mundo FIFA de 1962 desejada expressamente pela Espanha, que já havia naturalizado em anos recentes os argentino Alfredo Di Stéfano e Héctor Rial, os húngaros László Kubala e Ferenc Puskás, o uruguaio José Santamaría e o paraguaio Eulogio Martínez; Di Stéfano, Puskás e Santamaría efetivamente foram convocados ao Mundial. O próprio Barcelona também desejava a naturalização, o que possibilitaria o direito de contratar mais um estrangeiro, além de poder utilizar Evaristo na Copa do Rei, então restrita a cidadãos espanhóis.
Pela legislação, Evaristo só conservaria a cidadania brasileira se obtivesse a cidadania espanhola na condição de nato por jus sanguinis; caso obtivesse pelo tempo de residência, perderia a cidadania brasileira, o que ele rechaçava, conforme explicou à Corner em 2018: "Eu disse a eles que se eles arranjassem uma ascendência espanhola minha, eu aceitava. Mas perder a minha nacionalidade brasileira, não". A FIFA havia deliberado que após o Mundial do Chile não seriam mais tolerados uso de jogadores naturalizados que já houvessem defendido as seleções de seus países de nascença, fazendo daquela Copa justamente o capítulo final não somente de Di Stéfano, Puskás e Santamaría pela Espanha, mas também de Omar Sívori, Humberto Maschio (ambos argentinos) e José João "Mazzola" Altafini (brasileiro) pela Itália. Apesar disso e da Espanha ter sido sorteada para o mesmo grupo do Brasil, o que faria Evaristo potencialmente enfrentar o país natal, até a imprensa catalã  estava confiante de que ele teria origem espanhola e que, com isso, era "iminente" sua convocação pela Roja.
Porém, a ancestralidade europeia constatada dele era apenas portuguesa, sem que na época existisse passaporte comunitário da União Europeia. Evaristo pôde na Espanha defender somente seleções regionais, em amistosos não chancelados pela FIFA: ele, que já havia defendido a Catalunha em 1958, foi chamado já em 1963 para partida festiva dos cinquenta anos da seleção de Castela e Leão. No Brasil, já havia defendido a Seleção Carioca.
A partir da década seguinte à da tentativa com Evaristo, a Real Federação Espanhola de Futebol sempre teve algum nativo do Brasil em convocações: Heraldo Bezerra jogou uma vez, em 1973; Vicente Biurrun foi convocado sobretudo em 1989, Donato e Catanha jogaram na década de 1990 e Marcos Senna, na de 2000; Diego Costa na década de 2010, ao passo que Thiago Alcântara e Rodrigo Moreno jogaram nessa e também na seguinte.

## Estilo de jogo
Segundo o 'Velho Lobo' Zagallo, que jogou ao lado de Evaristo no Flamengo, "Evaristo era o tipo do jogador que tinha vaga em qualquer time que escolhesse". E, revelado pela Madureira, o jogador escolheu defender apenas o Flamengo no Brasil. Ficou cinco anos na Gávea, de 1952 a 1957, o que bastou para se tornar um dos grandes ídolos da história do clube.
Além de conquistar a torcida feminina por sua beleza, Evaristo se destacava dentro de campo pela sua velocidade, visão de jogo, inteligência na criação de jogadas, e grande capacidade técnica. Com 19 anos, foi convocado para a Seleção Brasileira que disputou as Olimpíadas de Helsinque, em 1952, quando ainda atuava pelo juvenil do Madureira. No ano seguinte, começou sua trajetória vitoriosa no Fla.

## Carreira como treinador

### Início
Formou-se em educação física pela Universidade Federal da Guanabara. Evaristo começou sua nova carreira em 1966, no America. Foi campeão estadual juvenil já naquele ano. Em 1967, foi vice-campeão em 1967 na Taça Guanabara. O clube pôde vencer o Torneio Internacional Negrão de Lima, quadrangular com Huracán, Vasco da Gama e Nacional. Nos rubros, Evaristo dirigiu tanto o veterano Almir Pernambuquinho como a revelação Edu Coimbra, o irmão de Zico. Antunes, irmão de ambos, também foi americano junto a Edu; foi de Antunes o gol da vitória sobre o Nacional uruguaio.
Em 1968, Evaristo rumou ao Fluminense, sendo já ali reconhecido pelo conhecimento em educação física, pela eloquência com que explicava táticas digna de quem havia estudado Direito e por saber dosar com descontração o ambiente. Contudo, sem aceitar ingerência externa em seu trabalho, teve a passagem encerrada precocemente por incompatibilidade com "alguns sócios influentes" e "um setor da imprensa carioca", em descrição dada em 1985 pela revista Placar. Esteve em 1969 no Vasco da Gama,> bem como na comissão técnica da Seleção Brasileira, nas eliminatórias à Copa de 1970. Os cruzmaltinos, todavia, ainda aguardariam mais um ano para encerrar jejum no campeonato carioca, altura em que Evaristo se sobressaía no Uberlândia: foi proclamado "campeão do interior" por ser a melhor equipe de fora de Belo Horizonte no campeonato mineiro de 1970.
Evaristo começou o ano de 1971 no Bangu. A partir daquele ano, iniciou sua trajetória de prestígio na Região Nordeste do Brasil: esteve primeiramente no Fluminense de Feira de Santana, vice-campeão baiano em campanha sem nenhuma expulsão em trinta partidas, mas com pretensões de título prejudicadas por arbitragens tendenciosas.
Em 1972, Evaristo foi então campeão pernambucano com o Santa Cruz, título que na época rendeu um tetracampeonato estadual seguido à equipe coral. Nele, perdeu apenas um entre oito duelos contra os rivais; saiu-se invicto em quatro clássicos com o Náutico (1–1, 3–0, 3–1 e 4–1), ao passo que nos clássicos com o Sport venceu duas vezes (1–0 e 2–0), empatou uma em 0–0 e teve sua única derrota saindo por 1–0.
Em 1973, foi campeão baiano com o Bahia, em conquista que cresceu de relevo com o tempo por ser a primeira de um heptacampeonato estadual seguido ao clube. Após o título, contudo, Evaristo interrompeu a carreira para se dedicar à empresa familiar de papelaria.

### Auge
Embora passasse por anos sem trabalhar como técnico, Evaristo seguia envolvido ativamente no meio futebolístico, inclusive participando recreativamente de treinos no Flamengo - chegando a gabar-se em 1977 com a afirmação "se você visse os golaços que consigo!" dada a um repórter espanhol. Voltara a ser treinador naquele ano, na Seleção Brasileira Sub-20, convidado por boas relações com o dirigente Heleno Nunes. Com Evaristo, o Brasil dos chamados "juniores" foi primeiramente vice-campeão invicto da Copa América da categoria, perdendo o título apenas pelo saldo de gol inferior ao do campeão Uruguai. Depois, a seleção juvenil treinada por Evaristo foi terceira colocada no Mundial da Tunísia, precisamente na primeira Copa do Mundo sub-20 realizada pela FIFA. Eliminada apenas nos pênaltis, a seleção fez o artilheiro do torneio (Guina) e pôde ao menos ter revanche dos uruguaios, derrotados no jogo do bronze.
Naquela década, Evaristo já pontuava que seu estilo priorizava o comportamento técnico, o condicionamento físico e somente então o aspecto tático, justificando que "só em teoria os sistemas garantem vitórias - e eles têm de ser adotados em função do material humano que se tem, para que as características de cada jogador sejam exploradas. Isto é, não adianta preparar um esquema sem haver jogadores capazes de executá-lo"; seguia afirmando em 1985 tal linha de pensamento. Com ela, Evaristo fez do Santa Cruz uma das equipes uma das mais elogiadas do país, pelo quinto lugar no Brasileirão de 1978, realizado no primeiro semestre. Com destaques como Givanildo Oliveira e Nunes, o tricolor ficou 27 jogos seguidamente invicto, recorde a qualquer clube na Série A que seguiu vigente mesmo após o Flamengo de 2019.
A série invicta de 1978 incluiu quatro triunfos nos clássicos válidos por aquele Brasileirão; dois 1–0 sobre sobre o Náutico, sendo um deles inclusive o primeiro jogo da invencibilidade, e 1–0 e 3–0 sobre o contra o Sport. Ainda naquele Santa, Evaristo foi novamente campeão pernambucano, tanto em 1978, em campanha que incluiu um 4–0 em clássico com o Náutico (em 10 de dezembro); como em 1979 ano recordado em especial por vitoriosa excursão em março pelo Oriente Médio e Europa. O time de Evaristo venceu dez de doze jogos, incluindo as seleções de Kuwait, Bahrein, Catar e Romênia, além do clube saudita Al-Hilal, então treinado por Zagallo e estrelado por Rivellino. Os outros dois jogos terminaram empatados, incluindo um em 2–2 (dentro do Parc des Princes) com o Paris Saint-Germain.
Aquela campanha invicta no exterior rendeu o prêmio Fita Azul ao Santa Cruz. A seleção do Catar, goleada por duas vezes (por 4–0 em 11 de março e por 4–1 dois dias depois), prontamente prospectou o treinador coral, contratado por um milhão de dólares e persuadido também por diversas outras regalias oferecidas a si e sua família. A cifra era então elevadíssima para o futebol: foi precisamente aquele o ano da primeira transferência de um milhão de libras por um futebolista (a de Trevor Francis pelo Nottingham Forest).
No Catar, Evaristo dirigiu as Seleções Sub-20 e principal, levando o país a duas Olimpíadas e sagrando-se vice-campeão do Mundial Sub-20 de 1981, realizado na Austrália, inclusive eliminando o Brasil (de Mauro Galvão, Júlio César, Josimar e do técnico Vavá, derrotados por 3–2) nas quartas-de-final. Em 1984, venceu com o Catar o torneio de Forças Armadas do Golfo Pérsico, competição de grande prestígio local, e levou a seleção às Olimpíadas de Los Angeles.
Seus resultados no Catar mesmo sem jogadores considerados craques, mas bastante disciplinados e intensos, repercutiram também na Europa. Em 2018, relembrou à revista Corner curiosidades, como amistosos contra equipes de Petrópolis: "a gente fazia um rodízio. Um time ficava lá, o outro em Teresópolis. Era o primeiro time, o segundo time e a garotada. O time nosso jogava bem para caramba. Os caras lá começaram a dar porrada, e o árabe não tem medo não. Ele acredita em Alá e é complicado. Para contê-los, é difícil".
Em janeiro de 1985, Evaristo foi contratado novamente pelo America, embora já fosse visto como principal candidato a assumir a Seleção Brasileira. Ainda assim, foi tomado de surpresa quando, já em fevereiro, foi anunciado como novo técnico dela, sendo felicitado por Ferenc Puskás e Miguel Muñoz. Evaristo dirigiu a equipe pouco antes das eliminatórias para a Copa do Mundo FIFA de 1986, embora ainda tenha feito a convocação para o início delas: Paulo Victor, Carlos e Gilmar Rinaldi de goleiros; Édson Boaro, Luís Carlos Winck, Wladimir e Branco de laterais; Oscar, Júlio César, Mozer e Mauro Galvão de zagueiros; Dema, Jandir e Alemão de meias; Jorginho Putinatti, Casagrande, Mário Sérgio, Bebeto, Geovani, Reinaldo, Careca e Éder de atacantes.
Bebeto, Branco e Casagrande eram os principais estreantes da lista de 22 de 23 nomes possíveis, aguardando-se a vaga extra para Zico; Evaristo tivera naquele momento problemas em obter liberação de quem jogasse na Itália, mas contava também com Edinho, Júnior e Toninho Cerezo para futuras convocações menos experimentais: havia ponderado em fevereiro que "o que eu tenho na cabeça hoje é uma ideia generalizada e precisa ser trabalhada, através de observações". Porém, o treinador durou muito pouco no cargo; foi cerca de quatro meses, embora o espaço entre a primeira partida (em 24 de maio) e a última (em 23 de abril) tenha sido de apenas um. Evaristo começou vencendo três de quatro amistosos, mas teve a imagem rapidamente afetada pela primeira derrota brasileira para a Colômbia (1–0). Nova derrota, para o Chile (por (2–1), ainda que em outro amistoso e em Santiago, foi o estopim para que terminasse substituído por Telê Santana.
Evaristo alegou que saiu por tentar afastar "lideranças negativas" como Sócrates, chegando a declarar que "era um problema sério o comportamento dele", de convocação imposta mesmo fora da melhor forma. Em meio à crise que culminou na súbita saída, vociferou que "não preciso deste cargo. Tenho 5 milhões de dólares na Suíça", estando mais preocupado em "como gastar" a fortuna que havia auferido no Catar do que com a perda do trabalho. A convocação feita por Telê para o Mundial manteve Sócrates e retirou mais da metade da última lista de Evaristo, sobretudo no ataque: Gilmar, Winck, Wladimir, Mozer, Dema, Jandir, Jorginho, Mário Sérgio, Bebeto, Geovani, Reinaldo e Éder não foram ao torneio.
Evaristo pôde trabalhar naquela Copa, mas comandando o Iraque. Fora convidado a 28 dias do evento, após uma sucessão de demissões da comissão brasileira que classificara o país - Jorge Vieira era o treinador, sendo sucedido inicialmente pelo seu assistente Edu Coimbra. Em 2021, detalhou à BBC: "eu não ia permitir que a CBF interferisse na minha convocação, então saí. Eu já tinha uma proposta de treinar o Catar, de qualquer maneira, então fui lá. E então o Iraque precisou de um técnico para a Copa do Mundo. Fui solicitado para isso. Eu trabalhei diretamente com o filho de Saddam Hussein, mas nunca estive no país. Nos encontramos na Europa e então fomos diretamente ao México porque o Iraque estava em guerra naquela época". Tratava-se da Guerra Irã-Iraque, que tumultuava a preparação inclusive com alistamento de jogadores ao conflito.
Ele não pôde evitar que os iraquianos perdessem suas três partidas no Mundial. Mas logo viveu em um regresso ao Bahia o melhor momento como treinador no Brasil. Primeiramente, sagrou-se campeonato baiano de 1988, com categórico 4–0 e 3–0 em Bavis - neste segundo, em partida que não chegou aos 90 minutos, devido a briga generalizada com adversários do Vitória ensandecidos. Adiante, foi também campeão brasileiro de 1988 (encerrado já em fevereiro de 1989) com os tricolores. A equipe-base tinha: Ronaldo; Tarantini, João Marcelo, Claudir e Paulo Robson; Paulo Rodrigues, Gil Sergipano, Bobô e Zé Carlos; Charles e Marquinhos. A força coletiva acima da individualidade das figuras credenciou o trabalho de Evaristo a ser repercutido até em Barcelona.
Ele dirigiu o Bahia na Libertadores de 1989, rumando na sequência ao Guarani ainda no primeiro semestre, trabalhando no Paulistão de 1989. Voltou rapidamente ao Bahia para o Brasileirão daquele ano.
Em janeiro de 1990, assinou novo contrato com o Fluminense, mas outra vez pouco ficou nas Laranjeiras: ainda no primeiro semestre, obteve seu primeiro título no Grêmio, o campeonato gaúcho daquele ano, especial por propiciar um hexacampeonato estadual seguido ao Tricolor - e pelo resultado no último Grenal, goleando-se por 4–1 o Internacional.
Evaristo de Macedo estava em 1991 já no Cruzeiro, trabalhando no Brasileirão de 1991 (ocorrido no primeiro semestre), quando recebeu novo convite para trabalhar na Seleção do Catar: "os árabes insistiram muito na minha volta. Fiz uma proposta muito alta e eles aceitaram na hora", explicou ao Jornal dos Sports. Conseguiu classificar o país às Olimpíadas de 1992 (curiosamente, na Barcelona tão associada a Evaristo), algo que ganhou repercussão extra no Brasil à medida em que a própria Seleção Brasileira Sub-23 não lograra a vaga, apesar de ter nomes como Cafu, Roberto Carlos (cujas carreiras quase terminaram atrofiadas por aquele fracasso) Dener, Marcelinho Carioca e Márcio Santos. Pelo  feito, Evaristo, por sua vez, era visto como só ultrapassado pelo Emir do Catar em matéria de prestígio no país naquele momento.
Como o Catar também seria o país-sede das eliminatórias asiáticas à Copa de 1994, havia otimismo local na permanência de Evaristo e na classificação inédita ao Mundial. Ele, porém, comunicou de antemão que sairia após os Jogos Olímpicos: "cansei dessa vida. Vivo numa ponte-aérea danada. Minha família ficou no Brasil e sinto muitas saudades". Fez campanha considerada positivamente surpreendente, no mesmo grupo da anfitriã Espanha: pontuou contra Egito e Colômbia, esta com Faustino Asprilla, Víctor Aristizábal e Faryd Mondragón, mas eliminada ao passo que o Catar avançou à fase de mata-mata, permitindo que Evaristo novamente trabalhasse no Camp Nou.
Nas Olimpíadas, foi eliminado nas quartas-de-final pelo futuro medalhista de prata, a Polônia. Pôde vencer em 1992 a Copa do Golfo.

### Últimos títulos
Ainda em dezembro de 1992, Evaristo acertou com o Santos, mesmo ciente de que seria "impossível" (em suas próprias palavras) resgatar rapidamente o nível da década de 1960. Mas, por um clube visto então como tão decadente a ponto de tornar-se "simpático" aos rivais (visão ainda comum em 2001), pôde disputar até a última rodada uma vaga na decisão do Paulistão de 1993, sendo Evaristo reconhecido pela boa média de gols da campanha santista.
Ainda no primeiro semestre de 1993, regressou em junho ao Flamengo. Voltava em momento de austeridade na Gávea para polir jogadores jovens e inexperientes após fins dos ciclos de Júnior, Gaúcho, Renato Gaúcho e Wilson Gottardo. Com efeito, teve poucas vitórias na disputa do Rio-São Paulo e em amistosos de verão por Espanha e na Itália. No Brasileirão de 1993, trabalhou somente nas duas primeiras rodadas, com dois empates, sendo demitido. Em novembro, voltou a treinar todas as seleções do Catar, embora as eliminatórias asiáticas já houvessem terminado.
Permaneceu no Catar até 1995. A preferência familiar em não se instalar no país o faria aceitar em janeiro de 1995 proposta do Bahia: "não se trata mais de ganhar dinheiro, mas de estar perto das pessoas de quem gosto. Nestas idas e vindas, eu já estava nessa situação desde 1979 e acho que chegou a hora de voltar. A família não indo comigo ficaria mais difícil, pois tenho certeza de que a saudade seria enorme. Os árabes bem que estão tentando de tudo para eu ficar, pois me respeitam e gostam muito de mim. Mas, desta vez, pretendo mesmo voltar ao Brasil".
Sua passagem de 1995 no Bahia foi a primeira sem títulos; ainda em 1995, Evaristo voltou ao Catar, dessa vez para treinar o clube local Al-Sadd.
Evaristo voltou a ter destaque em 1996, treinando um Athletico Paranaense que, emabalado pela dupla Oséas e Paulo Rink, chegou a liderar o Brasileirão daquele ano. A liderança foi alcançada em jogo tumultuado, marcado pela agressão de revoltados torcedores do Fluminense ao goleiro rubro-negro Ricardo Pinto, ex-tricolor. A vitória por 3–2 nas Laranjeiras seria determinante para causar o primeiro rebaixamento dos cariocas, embora virada de mesa permitisse ao adversário mais um ano na primeira divisão. A campanha incluiu vitória no último Atletiba (1–0, gol de Oséas) disputado no antigo estádio rubro-negro antecessor da atual Arena da Baixada.
No Grêmio, seu clube seguinte, Evaristo chegou para substituir Luiz Felipe Scolari. Foi campeão da Copa do Brasil de 1997, justamente sobre o Flamengo. A equipe-base gremista era: Danrlei; Arce, Rivarola, Mauro Galvão, Roger; Dinho, Emerson, João Antônio, Carlos Miguel; Dauri e Paulo Nunes. Após 0–0 em Porto Alegre, os gaúchos puderam ser campões em pleno estádio do Maracanã sobre Romário, graças a um gol alcançado a onze minutos do fim. Apesar da conquista, comemorada em maio, Evaristo não conseguiu permanecer até agosto: uma sequência de doze jogos sem vencer, que incluiu eliminação na Libertadores de 1997 e perda do Gauchão daquele ano encerrou ainda em julho seu ciclo no antigo Olímpico.
Em agosto de 1997, Evaristo assumiu o Vitória a partir da 10ª rodada do Brasileirão, com o clube tendo então vencido somente duas partidas e ameaçado de rebaixamento. O clube pôde reagir a ponto de aspirar classificação aos mata-matas enquanto o arquirrival Bahia é quem terminava rebaixado.
Justamente perda da vaga na fase final acarretou na demissão de Evaristo em dezembro, e em menos de duas semanas ele foi recontratado precisamente para reerguer o Bahia. Ele obteve em 1998 novo título baiano, encerrando três anos de jejum estadual tricolor; e ganhou também a Taça Maria Quitéria, sobre o Corinthians (por 3–2, em julho). Acabou novamente contratado pelo Flamengo, permanecendo entre o Brasileirão de 1998 e o Torneio Rio-São Paulo de 1999, torneio recordado pela vitória flamenguista por 3–0 sobre o Corinthians dentro do Pacaembu, em fevereiro.
Evaristo logo terminou contratado pelos corintianos. Esteve em parte do título de campeão paulista de 1999 , saindo ao fim de abril após uma sequência desfavorável: ainda pelo estadual, foi derrotado por 4–2 no clássico com o Santos no dia 25, sofrendo nos dias 27 e 30 duas derrotas na Copa do Brasil de 1999 para o (futuro campeão) Juventude. Com essa eliminação na Copa, deu lugar a Oswaldo de Oliveira, treinador corintiano nas finais daquele estadual. Evaristo havia chegado para substitui-lo, com Oswaldo convertido em seu assistente e terminando por reocupar em maio o cargo de técnico alvinegro. Em 2021, Dinei, jogador do clube na época, admitiu que o plantel teria boicotado Evaristo: "nós derrubamos. É o que mais tem no futebol, o pessoal sabe. Não sou hipócrita. Tem sim, e bastante. Na minha época teve sim. Teve uma época da nossa ‘quadrilha’, antes do Oswaldo de Oliveira assumir. Ele caiu e depois veio o Evaristo. Gente boa, mas nós derrubamos. Depois de quatro ou cinco jogos, vimos que não dava. Aí voltou o Oswaldo de Oliveira, que falava a nossa linguagem, deixava a gente sair e ir para a noite".
Evaristo iniciou nova passagem pelo Bahia em 2000. Embora perdesse o campeonato baianao para o arquirrival, classificou aos mata-matas da Copa João Havelange uma equipe tricolor considerada como limitada; e reforçou sua idolatria no clube ao vencer em 2001 tanto o estadual como a Copa do Nordeste. Nela, chegou a vencer um Bavi por 4–1. Também treinou no Brasileirão de 2001 nova campanha tricolor aos mata-matas, a render Bola de Prata aos comandados Emerson Ferretti e Preto Casagrande e colocar Nonato e Robson na disputa entre os melhores atacantes.  Os 657 dias seguidos na Fonte Nova nessa passagem de Evaristo entre 2000 e 2001 foram um recorde no clube até 2 de julho de 2025, quando Rogério Ceni (desde 2023 como técnico no time) superou-o.

### Final
Em 2002, ele curiosamente treinou tanto o Vasco da Gama (no primeiro semestre) como o Flamengo, no segundo. Embora nunca tenha conseguido títulos como treinador flameguista, cargo que já havia exercido em 1993 e em 1998, foi importante naquele ano comandando uma campanha que já era de luta contra rebaixamento no Brasileirão quando assumiu o cargo; o técnico rubro-negro no início do certame era Lula Pereira, demitido ao fim de agosto. Já em 4 de setembro, o Flamengo de Evaristo venceu (de virada) por 5–2 um clássico com o Fluminense de Romário. Adiante, vitória no clássico com o Botafogo por 2–0, a quatro rodadas do final, não apenas permitiu aos rubro-negros sair da zona de descenso e subir sete posições como agravou a situação botafoguense: enquanto o time do premiado Athirson confirmou-se adiante na elite, o rival terminou rebaixado pela primeira vez.
Evaristo permaneceu técnico flamenguista até pouco depois da Taça Guanabara de 2003; a eliminação nas semifinais da Taça Rio em Fla-Flu incluiu troca pública de farpas com o goleiro Júlio César e resultou na demissão do treinador. Ele voltou ao Bahia para socorre-lo no Brasileirão daquele ano, mas preferiu sair após derrota de 6–0 justamente para o Flamengo, em agosto. Vinha para substituir Bobô e foi sucedido por outros dois treinadores, além de um interino, na temporada que resultou em rebaixamento. Dos quatro técnicos efetivos, o melhor aproveitamento havia sido com Evaristo, com cerca de 39% dos pontos.
Em outubro de 2004, Evaristo voltou a Salvador para outra luta contra o rebaixamento, a do Vitória, sem êxito; em dezembro, teria até ido, em pleno treino, às vias de fato com o comandado Edilson.
Em setembro de 2005, Evaristo voltou ao Athletico Paranaense. Após perder a Libertadores daquele ano, o "Furacão" vivenciava ameaça de rebaixamento, em 15º lugar no Brasileirão 2005 quando Evaristo foi então contratado para substituir Antônio Lopes. Estreando com vitória justamente sobre o Flamengo, imprimiu reação que levou o Athletico a terminar em 6º: uma vitória por 2–1 em Atletiba dentro do Couto Pereira chegou a ser a quarta seguida desde a vinda de Evaristo. Na rodada final, a equipe delefoi derrotada por 3–1, mas a torcida atleticana pôde comemorar o paralelo resultado que causou o rebaixamento do arquirrival Coritiba.
Esperava-se que ele permanecesse na Arena da Baixada para 2006, mas ele, cansado, optou por desligar-se ao fim do Brasileirão. Explicaria que "militei uma vida toda no futebol, desde rapazinho. Não dá mais. Parei porque tive um problema grave no joelho. Também não tinha mais paciência para viagens, concentrações. Hoje prefiro ser torcedor. Acho até que fui além dos meus limites". A reação do Athletico para substituir Evaristo foi contratar midiaticamente Lothar Matthäus.
Ele chegou a ser anunciado em dezembro de 2006 como treinador do Santa Cruz, em reação ao recente rebaixamento do clube à Série B de 2007 cumulado com o acesso conjunto dos dois rivais à Série A. Contudo, seu regresso não se confirmou e o cargo terminou ocupado por Givanildo Oliveira. Sem mais trabalhar desde 2005 com o futebol, dissertou em 2007 sobre as mudanças que testemunhou no esporte:
| “                                        | Todos os esportes melhoraram. Se vê nos recordes dos atletas nas Olimpíadas, vês que vão melhorando os tempos. Nós fazíamos uma preparação normal e dependíamos da força natural de cada um. Eu era rápido. Hoje em dia, se pode fazer de um jogador lento um pouco mais rápido. A velocidade do jogo aumentou: antes jogávamos a 70 Km/h e hoje se vai por 100 Km/h. Em nossa época era mais fácil porque a marcação era mais distante, mas em compensação o futebol era mais duro. Não havia cartões. Era um futebol muito defensivo e havia um sujeito dedicado a te marcar. E se tu não tinhas uma equipe técnica, com jogadores refinados com a bola, não chegavas em nenhum lugar. O futebol mudou muito. Hoje o futebol está muito nervoso. Em nossa época, era distinto. Havia pressão, mas controlada. Quando não íamos bem, a torcida não se portava como agora. Não esbravejavam contra a equipe. Não faziam nada. Esperavam a próxima partida. Trabalhei até um ano atrás no Brasil e tudo se pôs muito difícil: todos querem ganhar, ganhar sempre e de qualquer maneira. E não é possível ganhar sempre. Hoje [os jogadores de minha época] jogariam igualmente. E explicarei por quê. Porque fariam os mesmos treinos, a medicina esportiva os ajudaria, a nutrição, as chuterias, a bola... antes, quando chovia, a bola e as chtuerias pesavam muito naquela época. Também hei de dizer que os jogadores de hoje jogariam no meu tempo. Embora não tenham tanta técnica. Algo muito importante: os meios de comunicação. Antes, se falava de futebol, mas não de outras coisas. Hoje há uma radiografia do interior de todos e cada um dos jogadores. Há muita gente analisando, falando de futebol, do que fazem, do que dizem... hoje se fala muito. O que aconteceu então? Antes se falava somente o dia da partida. Hoje não. Nesta manhã, lia o jornal e via 'por que Ronaldinho não joga? O que há com ele?'. Algumas vezes, nós também tínhamos um momento ruim em nossa época. Mas nos preocupávamos nós mesmos e pronto. A torcida cada dia é mais nervosa. E os técnicos. Todo o mundo, o clube... Dizem, falam... os jogadores não podem ouvir o que lhes dizem, o que falam. Há algo que é muito importante: nenhum jogador de qualquer época gerou unanimidade. Aconteceu a todos os jogadores que passaram pelo futebol. No mundo não há unanimidade a respeito de um jogador. Na época de Kubala e Suárez, tampouco. No Brasil acontece o mesmo. E Di Stéfano saiu mal do Madrid. O clube, naquele momento, não foi elegante com ele, não foi cavalheiro. Com os anos, eles viram que se equivocaram. Mas com Bernabéu acabou muito mal. Eu estava no elenco e vi"". | ” |
| — Evaristo, sobre as mudanças do futebol | |   |

## Estatísticas como jogador
| Brasil      | Brasil    | Brasil                | Brasil | Brasil | Brasil | Brasil | Brasil  | Brasil  | Brasil | Brasil |
| Clube       | Temporada | Competição            | Liga   | Liga   | Rio-SP | Rio-SP | Outros1 | Outros1 | Total  | Total  |
| Clube       | Temporada | Competição            | Jogos  | Gols   | Jogos  | Gols   | Jogos   | Gols    | Jogos  | Gols   |
| ----------- | --------- | --------------------- | ------ | ------ | ------ | ------ | ------- | ------- | ------ | ------ |
| Flamengo    | 1953      | Campeonato Carioca    | 4      | 1      | 9      | 2      | 0       | 0       | 13     | 3      |
| Flamengo    | 1954      | Campeonato Carioca    | 21     | 13     | 9      | 2      | 3       | 0       | 33     | 15     |
| Flamengo    | 1955      | Campeonato Carioca    | 17     | 13     | 6      | 5      | 2       | 1       | 25     | 16     |
| Flamengo    | 1956      | Campeonato Carioca    | 19     | 11     | 0      | 0      | 2       | 0       | 21     | 11     |
| Espanha     |           |                       |        |        |        |        |         |         |        |        |
| Clube       | Temporada | Competição            | Liga   | Liga   | Europa | Europa | Outros2 | Outros2 | Total  | Total  |
| Clube       | Temporada | Competição            | Jogos  | Gols   | Jogos  | Gols   | Jogos   | Gols    | Jogos  | Gols   |
| Barcelona   | 1957–58   | La Liga               | 24     | 13     | 0      | 0      | 5       | 4       | 29     | 17     |
| Barcelona   | 1958–59   | La Liga               | 23     | 20     | 0      | 0      | 2       | 2       | 25     | 22     |
| Barcelona   | 1959–60   | La Liga               | 24     | 14     | 6      | 4      | 2       | 2       | 32     | 20     |
| Barcelona   | 1960–61   | La Liga               | 21     | 11     | 10     | 6      | 4       | 1       | 35     | 18     |
| Barcelona   | 1961–62   | La Liga               | 22     | 20     | 0      | 0      | 8       | 8       | 30     | 28     |
| Real Madrid | 1962–63   | La Liga               | 7      | 3      | 0      | 0      | 0       | 0       | 7      | 3      |
| Real Madrid | 1963–64   | La Liga               | 10     | 1      | 2      | 1      | 0       | 0       | 12     | 3      |
| Brasil      |           |                       |        |        |        |        |         |         |        |        |
| Clube       | Temporada | Competição            | Liga   | Liga   | Rio-SP | Rio-SP | Outros3 | Outros3 | Total  | Total  |
| Clube       | Temporada | Competição            | Jogos  | Gols   | Jogos  | Gols   | Jogos   | Gols    | Jogos  | Gols   |
| Flamengo    | 1964      | Campeonato Brasileiro | 4      | 0      | 0      | 0      | 0       | 0       | 4      | 0      |
| Flamengo    | 1965      | Campeonato Brasileiro | 0      | 0      | 6      | 0      | 3       | 0       | 9      | 0      |
| Flamengo    | 1966      | Campeonato Brasileiro | 0      | 0      | 7      | 0      | 0       | 0       | 7      | 0      |

- 1.↑  Inclui jogos pelo Torneio Início e pela Taça dos Campeões Estaduais Rio-São Paulo
- 2.↑  Inclui jogos pela Taça das Cidades com Feiras
- 3.↑  Inclui jogos pela Taça Guanabara

## Títulos

### Como jogador
Flamengo
- Campeonato Carioca: 1953, 1954, 1955 e 1965
- Taça dos Campeões Estaduais Rio-São Paulo: 1955

Barcelona
- Pequena Taça do Mundo: 1957
- Taça das Cidades com Feiras: 1958–59 e 1959–60
- Campeonato Espanhol: 1958–59 e 1959–60
- Troféu Ramón de Carranza: 1961, 1962
- Troféu Naranja: 1961
- Troféu Navidad: 1961

Real Madrid
- Campeonato Espanhol: 1962–63, 1963–64 e 1964–65

Seleção Brasileira
- Taça Oswaldo Cruz: 1955 e 1956
- Taça Bernardo O'Higgins: 1955
- Campeonato Pan-Americano: 1956
- Copa Roca: 1957
- Taça do Atlântico: 1957

### Como treinador
Bahia
- Campeonato Baiano: 1973, 1988, 1998 e 2001
- Campeonato Brasileiro: 1988
- Copa do Nordeste: 2001

Santa Cruz
- Torneio Início de Pernambuco: 1972
- Campeonato Pernambucano: 1972, 1978 e 1979
- Supercampeonato Pernambucano: 1976
- Fita Azul: 1979

Grêmio
- Campeonato Gaúcho: 1990
- Supercopa do Brasil: 1990
- Copa do Brasil: 1997

Catar
- Copa do Golfo: 1992

Flamengo
- Taça Capitão José Hernani de Castro Moura: 2002